# Cathédrale Notre-Dame du Puy-en-Velay
Pour les articles homonymes, voir Cathédrale Notre-Dame-de-l'Annonciation.
La cathédrale Notre-Dame du Puy-en-Velay est un monument majeur de l'art roman et de l'Occident chrétien. Elle a été érigée en basilique mineure par un bref apostolique de Pie IX, le 11 février 1856. Son titre complet est Notre-Dame-de-l'Annonciation du Puy-en-Velay.
Une Vierge noire, objet de nombreux pèlerinages au cours des siècles, trône sur un maître-autel baroque. L'actuelle effigie remplace celle qui aurait été offerte par le roi Louis IX à son retour de la croisade d'Égypte, et qui fut brûlée lors de la Révolution française.
La cathédrale fait l'objet d'un classement au titre des monuments historiques par la liste de 1862 (cloître, université, cathédrale) ainsi que d'un classement en 1889 (bâtiments des mâchicoulis). Elle a été inscrite en 1998 sur la liste du patrimoine mondial par l'UNESCO, avec l'hôtel-Dieu, au titre des chemins de Saint-Jacques-de-Compostelle en France.

## Histoire

### La légende de la «pierre des fièvres» ou «pierre des apparitions»

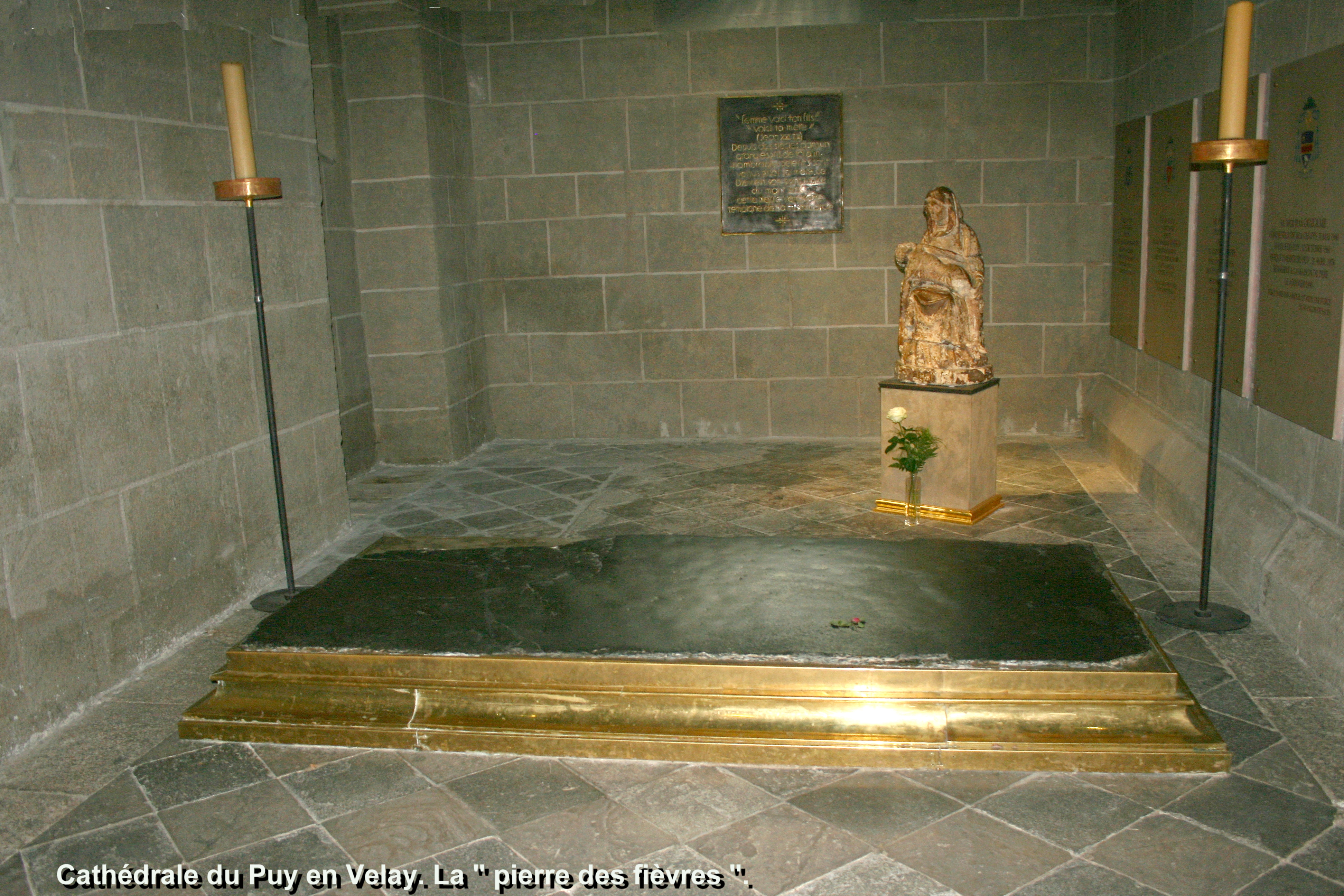
La pierre des fièvres dans une abside de la cathédrale.

Les légendes locales du Puy-en-Velay évoluent autour d'une pierre, peut-être une dalle mégalithique, qui occupait le Mont Anis. Il reste de cette pierre basaltique une partie conservée dans une chapelle du Saint-Crucifix connue sous le nom de « pierre des fièvres » ou « pierre des apparitions », sorte de dalle de 3 m de longueur sur 2 m de largeur.
En 430, avant le concile d'Éphèse qui fixe le dogme de la Vierge Marie Théotokos, une matrone de Ceyssac souffrant d'une fièvre quarte, aurait vu en songe la Vierge qui lui recommande de se faire porter sur le Mont Anis et s'allonger sur la pierre pour guérir. La veuve s'exécute et, guérie, aurait eu une apparition de la Vierge qui lui demande d'aller voir le premier évêque du Velay, pour qu'il fasse construire sur le Mont Anis les plans d'un modeste oratoire. L'évêque Evodius (vers 365–vers 385) se rend à Rome et obtient du pape l'autorisation de transférer le siège de l'évêché de Ruessio (capitale vellave gallo-romaine) à Anicium (nom gallo-romain du Puy-en-Velay, dont le radical « an » signifie en langue celtique « cercle, circuit, enceinte »). La légende raconte que l'évêque se rend au Mont Anis au mois de juillet et qu'il trouve la dalle recouverte d'une épaisse couche de neige. Sous ses yeux, un cerf aurait alors dessiné dans sa course les contours de ce qui deviendrait par la suite l'un des premiers sanctuaires mariaux de la Gaule chrétienne, avec Chartres, le plus ancien sanctuaire marial. On a retrouvé sous le pavé du chœur les fondations de cette première église qui mesurait 12 m × 24 m.
En réalité, la construction ne débute qu'à la fin du Ve siècle avec l'évêque Scutarius (vers 485–vers 555). Selon la tradition locale, l'église angélique est sanctifiée par des anges qui transfèrent de Rome des reliques.
Le sanctuaire marial devient rapidement le siège d'un pèlerinage, favorisé par une relique offerte par le roi Louis XI au chapitre de Notre-Dame du Puy une épine de la couronne du Christ. Aujourd'hui encore, des pèlerins s'allongent sur la pierre pour en recevoir les bienfaits.
Si l'origine du culte de Notre-Dame-de-l'Annonciation se trouve dans la « pierre des fièvres », le Moyen Âge et les Temps modernes vénèrent surtout la Vierge noire.

### Le jubilé du Puy-en-Velay

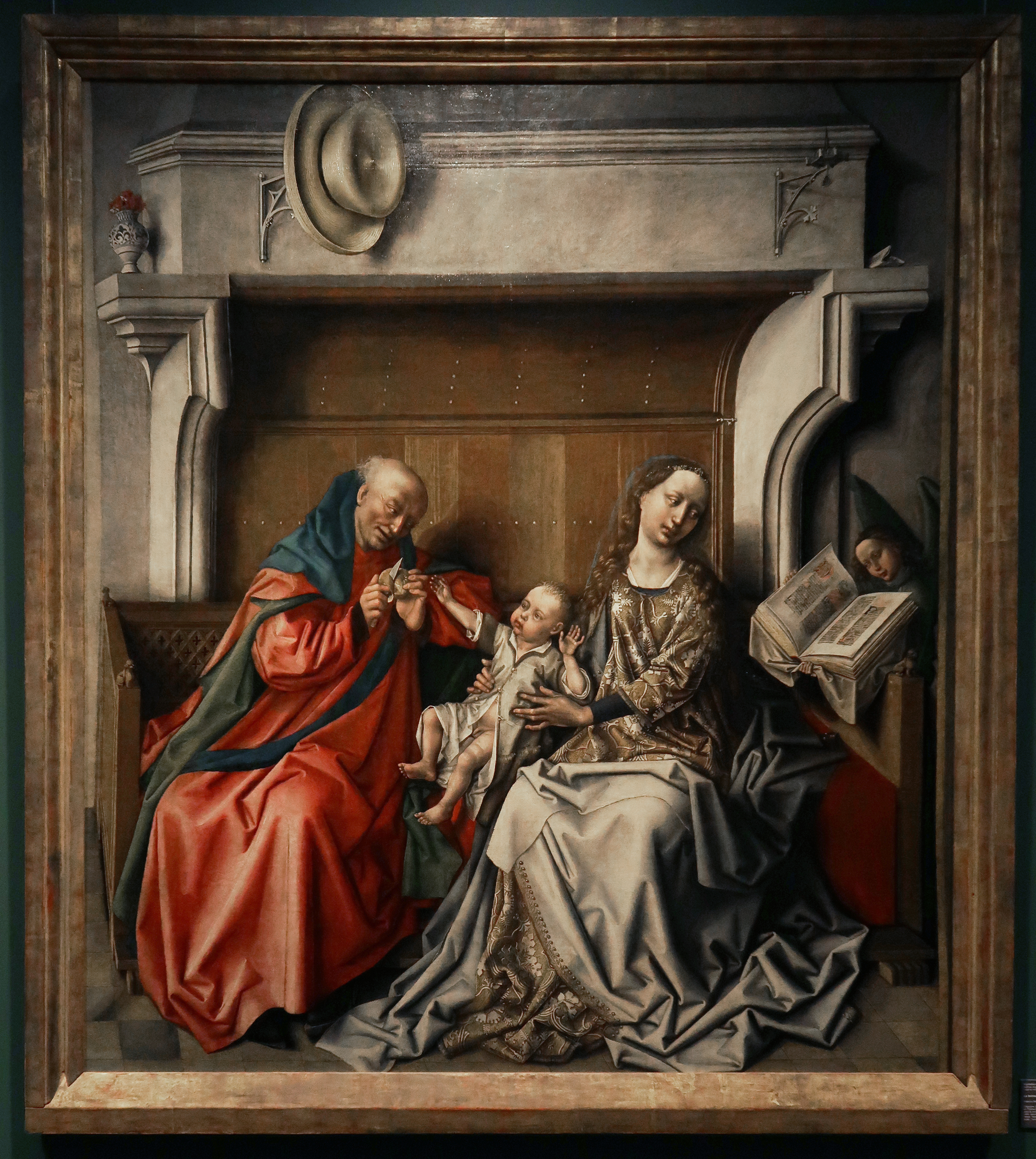
Sainte Famille, peinture de Barthélemy d'Eyck dans la cathédrale.

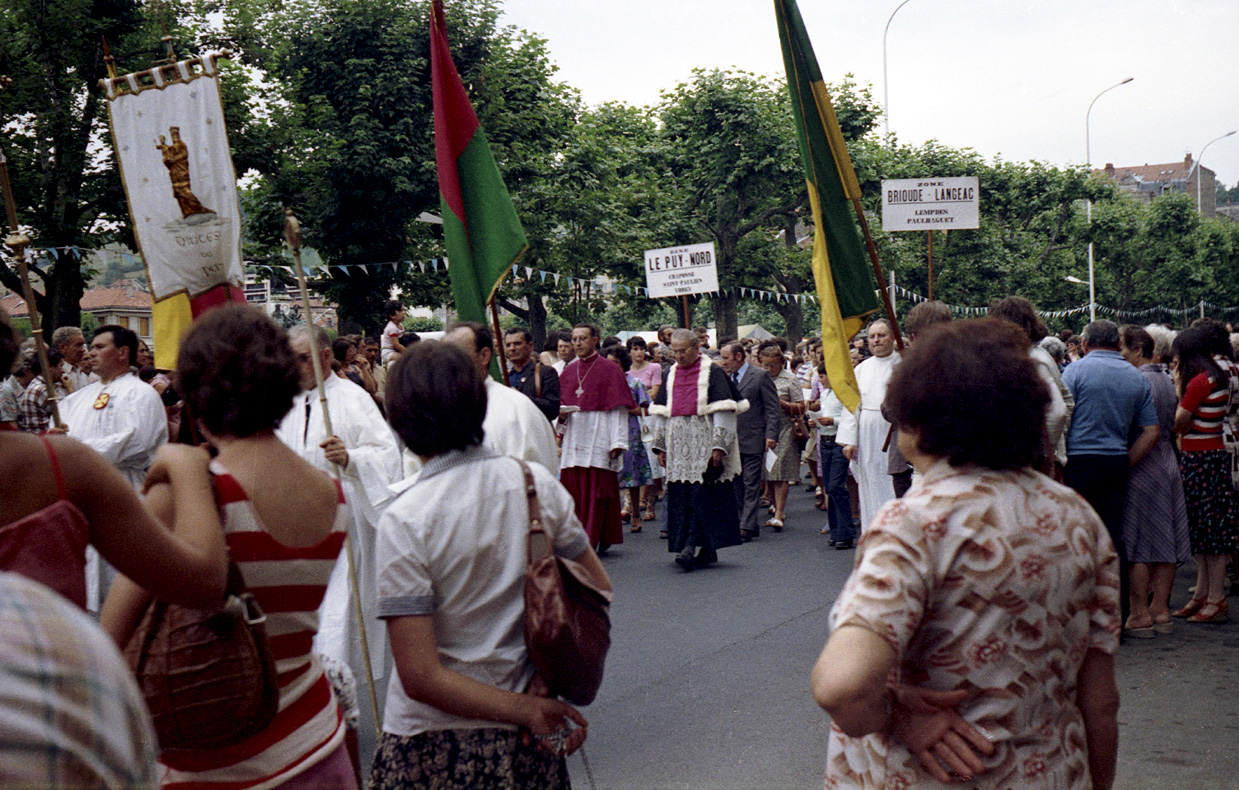
Procession solennelle au Puy, le 15 août 1977.

La cathédrale Notre-Dame-de-l'Annonciation possède un privilège pontifical en faveur d'un jubilé. Le 25 mars 992, date de prédiction de la fin du monde du moine allemand Bernard de Thuringe lors de l'Annonciation qui coïncide en ce jour avec le Vendredi saint, le pèlerinage attire une telle foule que le pape Jean XV ou Calixte II décide la création d'un jubilé chaque fois que cette coïncidence se reproduirait.
Afin d'obtenir une indulgence plénière, il faut que les fidèles visitent la cathédrale du Puy, à condition de deux sacrements, confession et communion, puis d'y prier en faveur de l'intention du pape. Car, ce dernier attribue ce Grand Pardon non seulement à l'évêque du Puy mais aussi à la cathédrale. Cette obligation est effectivement respectée, à l'exception des années 1701 ainsi que 1796. En 1701, les pèlerins sont trop nombreux pour que tous les fidèles puissent accéder à la cathédrale. Cette dernière est occupée par les schismatiques en 1796. Le pape Pie VI doit supprimer provisoirement tous les privilèges précédents, sans que n'en profitent ces adversaires de l'Église.
Vraisemblablement issu de la liturgie locale, le Grand Pardon du Puy-en-Velay est le plus ancien jubilé avant ceux de Rome (1300), de Rocamadour (1428) ainsi que de Lyon (1451). Le premier jubilé de Notre-Dame du Puy aurait eu lieu en 1065. Le jubilé est documenté en 1407 pour la première fois, car de nombreux pèlerins périssent étouffés en raison de l'abondance de fidèles dans le bourg de cette petite ville.
D'où, les papes et les rois semblaient éviter ces périodes en faveur de leurs pèlerinages. Toutefois, c'est le roi de Naples René d'Anjou qui revient de l'Italie en 1440. Cela explique, dans la cathédrale, l'existence d'une œuvre de Barthélemy d'Eyck dont le Bon Roi était le patron. L'année suivante, le pape Eugène IV mentionnait le jubilé du Puy dans un bref sûr. Encore faut-il retrouver les brefs du pape Martin V, grand souteneur des jubilés en France au XVe siècle.
Le jubilé se distingue d'ailleurs de sa grande procession solennelle, partie de et retournant à la cathédrale. Même en dehors du jubilé, se déroule chaque année, le jour du 15 août, une grande fête dite de l'Assomption de la Vierge, au cours de laquelle la Vierge noire est portée en procession à travers les rues de la ville, en présence des plus hautes autorités civiles et religieuses et d'une multitude de participants. En 2016, la clôture du jubilé aura lieu, avec cette procession mariale.
Le 15 août 1095, à l'occasion de la fête de l'Assomption célébrée au Puy, le pape Urbain II annonce la première croisade (1095–1098) et désigne l'évêque de la ville, Adhémar de Monteil, pour la mener à bien. Accompagné d'environ quatre cents croisés vellaves, l'auteur du célèbre Salve Regina quitte donc le Puy pour l'Orient. Il est mortellement blessé lors du siège d'Antioche, mais d'autres ont la chance de revenir dans leur patrie.
Durant le Moyen Âge, la cathédrale du Puy est à la fois une étape majeure pour le pèlerinage de Saint-Jacques de Compostelle et elle est elle-même une destination importante de pèlerinage pour sa Vierge noire, attirant des pèlerins de toute l'Europe.

## Architecture

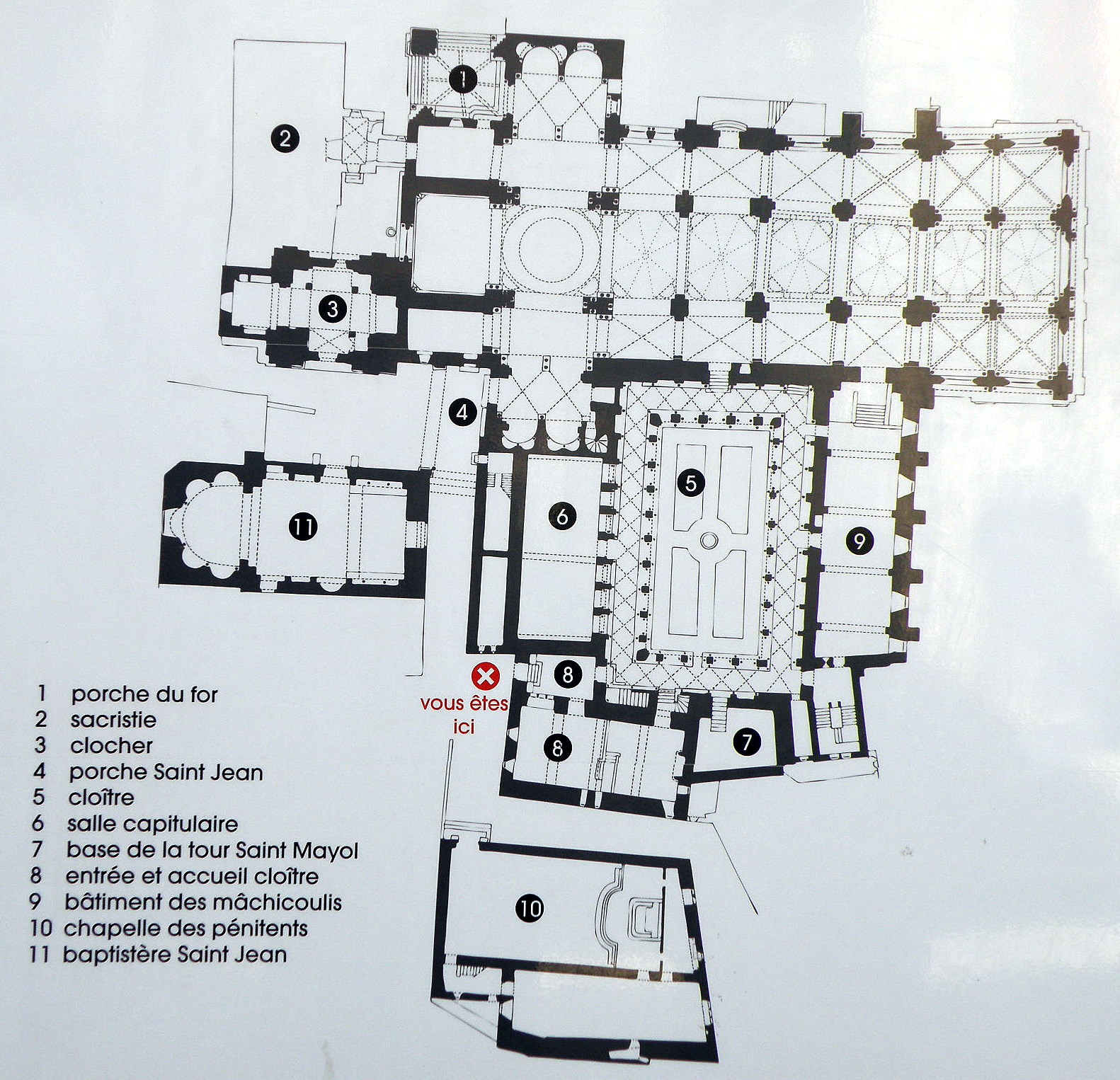
Plan au sol (le nord est en bas).

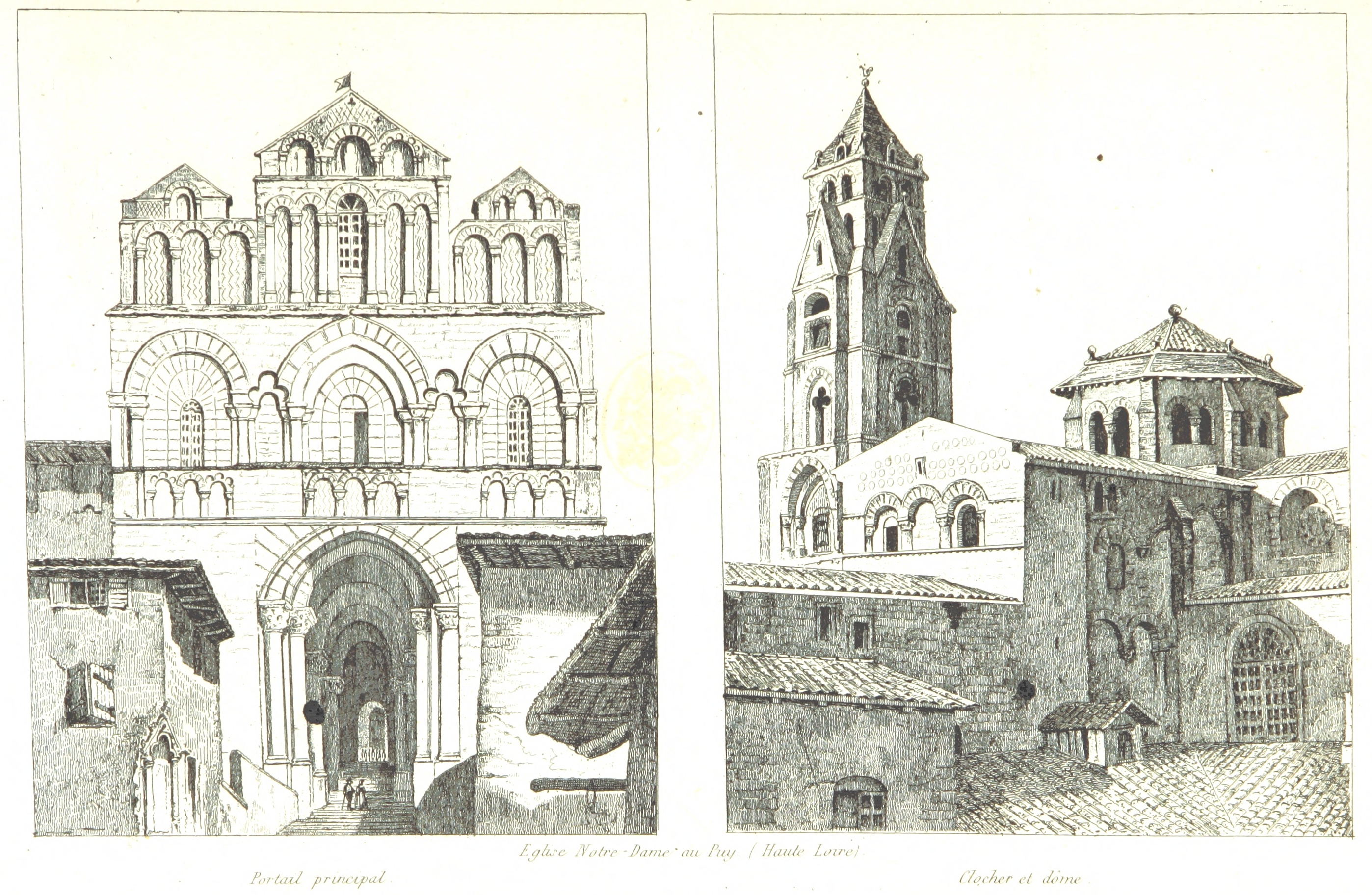
La cathédrale en 1836, avant sa démolition-reconstruction.

De facture romane, la cathédrale Notre-Dame du Puy se dresse au pied du rocher Corneille, un promontoire d'origine volcanique dominé par une statue de la Vierge en acier moulé provenant des canons pris aux Russes à Sébastopol.
Érigée au XIIe siècle, la cathédrale est insolite du fait de la diversité de ses styles, et témoigne de la richesse passée de l'art roman.
Par ses coupoles sur trompes en enfilade, la cathédrale du Puy-en-Velay est fortement influencée par l'architecture byzantine, et elle rappelle en cela fortement d'autres églises du sud-ouest de la France, comme la cathédrale Saint-Front de Périgueux ou la cathédrale Saint-Étienne de Cahors. Construite à partir de pierres volcaniques de divers coloris, la façade occidentale, faite de pierres polychromes, de parements mosaïqués, d'arcades en plein cintre et de petits frontons, possède un porche à trois arcs auquel on accède, depuis une rue de la ville, par un large et long escalier en pierre de 134 marches. Si de très belles statues et mosaïques décorent le portail, l'intérieur abrite de superbes fresques dorées.
La couleur sombre des pierres donne à l'intérieur un aspect austère, mais l'on est impressionné par la hauteur des six coupoles, l'abondance des voûtes qui la couronnent et par le soubassement voûté sur lequel elle s'appuie.
Le chœur repose directement sur le rocher, mais pour agrandir la cathédrale aux XIe et XIIe siècles afin d'accueillir les pèlerins toujours plus nombreux, quatre travées supplémentaires ont été audacieusement construites sur le vide ; pour rattraper un dénivelé de 17 m, d'importants piliers soutiennent les hautes arcades.
Cette basilique, construite en plusieurs campagnes, peut être datée du XIe siècle pour l'abside, le carré du transept et les deux dernières travées. Toutefois, l'édifice menaçant ruine au début du XIXe siècle, il fit l'objet, entre 1844 et 1870, dans sa quasi-totalité, d'une démolition suivie d'une reconstruction à l'identique, hormis l'abside et la coupole de croisée, qui furent refaites sous une forme différente.

### Le groupe épiscopal
La cathédrale est inscrite dans un vaste ensemble architecturale toujours visible qui inclus son cloître, avec la salle capitulaire et le bâtiment des mâchicoulis, un hôtel-Dieu, le baptistère Saint-Jean, le palais épiscopal. Certains éléments ont été perdu, comme la tour Saint-Mayol, ancien donjon des chanoines.

### La façade

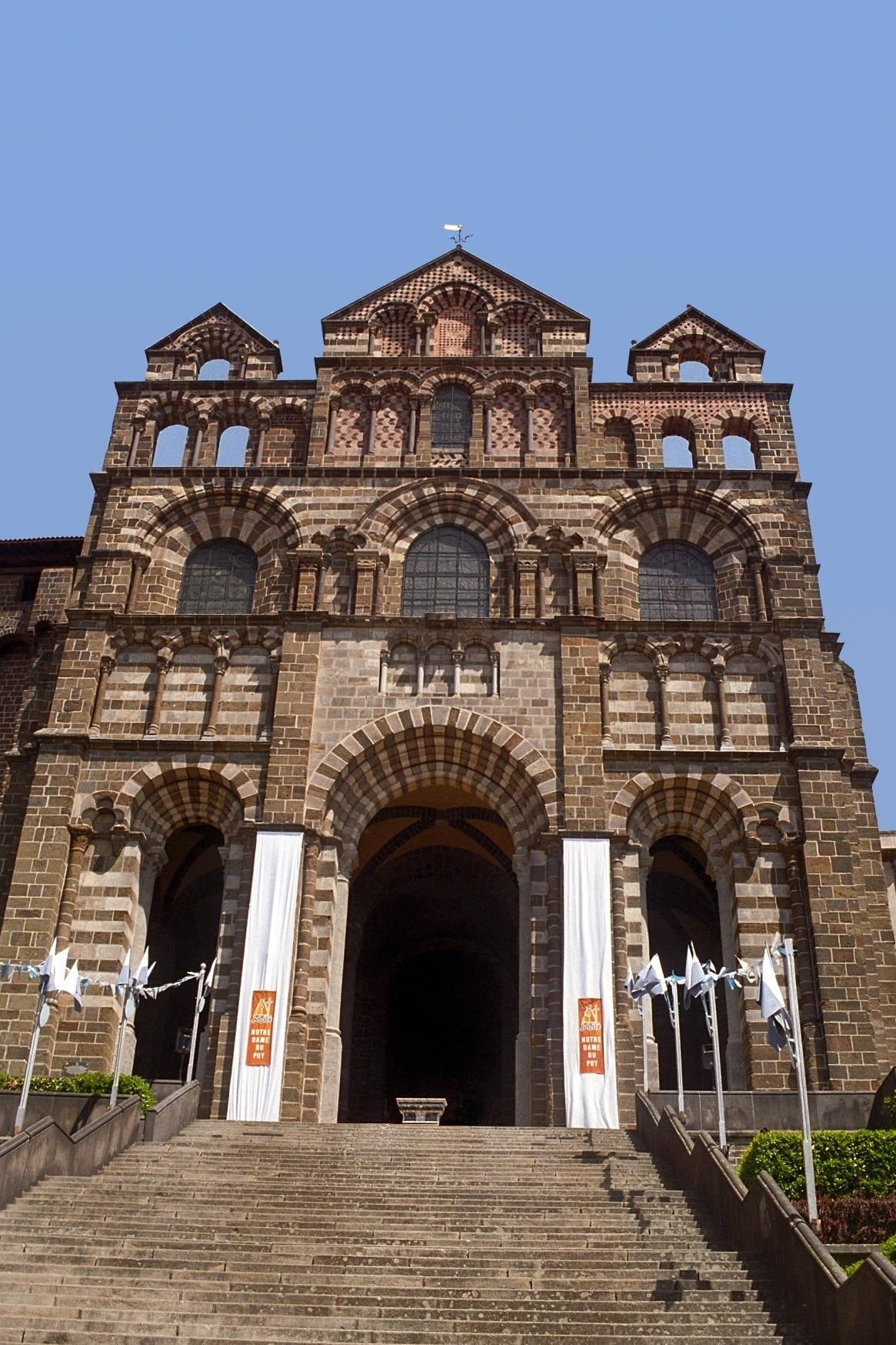
La façade occidentale.

La façade de la cathédrale se dresse au haut d'un grand escalier. Elle comporte cinq étages d'architecture en appareil polychrome, avec des arcs en plein cintre aux claveaux de couleurs alternées, ainsi qu'une décoration de pierres disposées en losanges comme une mosaïque (opus reticulatum), et provenant des carrières de la région. Ces décors en alternances de clair et sombre, assez fréquents dans l'architecture romane de toute l'Europe (comme la basilique de Vézelay en Bourgogne, les cathédrales de Sienne (dôme roman) et de Lucques en Italie, ou encore la cathédrale de Spire et les églises romanes de Cologne en Allemagne), étaient déjà omniprésents dans l'art du haut Moyen Âge européen. Ils proviennent de l'architecture romaine antique (exemple aux thermes de Cluny à Paris).
Ils étaient également très répandus dans l'architecture byzantine dont la cathédrale s'inspire fortement par ailleurs par son architecture intérieure, mais aussi et surtout dans l'architecture carolingienne (le portail de l'Abbaye de Lorsch, les arcs de la Chapelle palatine d'Aix-la-Chapelle de Charlemagne, également d'influence byzantine, l'Abbaye de Saint-Philbert-de-Grand-Lieu ou encore les arcs de l'Église Notre-Dame-de-la-Basse-Œuvre de Beauvais) et même dans l'architecture mérovingienne (arc de l'abside de la crypte Saint-Oyand de Grenoble, décoration des façades du transept mérovingien du baptistère Saint-Jean de Poitiers).
Il est donc très possible que la cathédrale romane actuelle reprenne simplement une ornementation qui existait déjà sur les monuments d'époques précédentes qui occupaient le même emplacement, ce décor étant facilité par les roches polychromes de la région. Cependant certains préfèrent voir l'origine de cette ornementation, perçue comme « mozarabe », dans le nombre considérable d'Espagnols qui fréquenta, au Moyen Âge, le pèlerinage à la Vierge noire. D'autres l'attribuent à l'influence des Croisés, mais en réalité c'est l'architecture arabe qui s'inspire directement de l'architecture paléochrétienne d'occident et de l'architecture byzantine qui l'ont précédée en la matière.
Avec ses arcs en plein cintre, cette façade appartient au style roman et peut être datée de la fin du XIIe siècle.
Un escalier de 102 marches, qui se continue sous le porche, débouche sous la nef. Cet escalier occupe toute la largeur de l'édifice durant les deux premières travées, puis se rétrécit pour ne plus avoir que celle du vaisseau central pendant les deux travées suivantes, contre les murs desquelles ont été placées les portes en bois sculpté qui se trouvaient autrefois sur la façade.
Cette curieuse disposition s'explique par la déclivité du terrain et le manque de place. En raison des foules attirées au XIIIe siècle par le pèlerinage, il fallut agrandir l'église. Comme il n'y avait plus de place sur le rocher, les architectes décidèrent de construire en quelque sorte dans le vide, pour supporter les nouvelles troisième et quatrième travées.
Dans la première travée du porche, les chapiteaux des piliers sont ornés de représentations du tétramorphe, c'est-à-dire des quatre êtres associés traditionnellement aux quatre Évangélistes.

Le tétramorphe
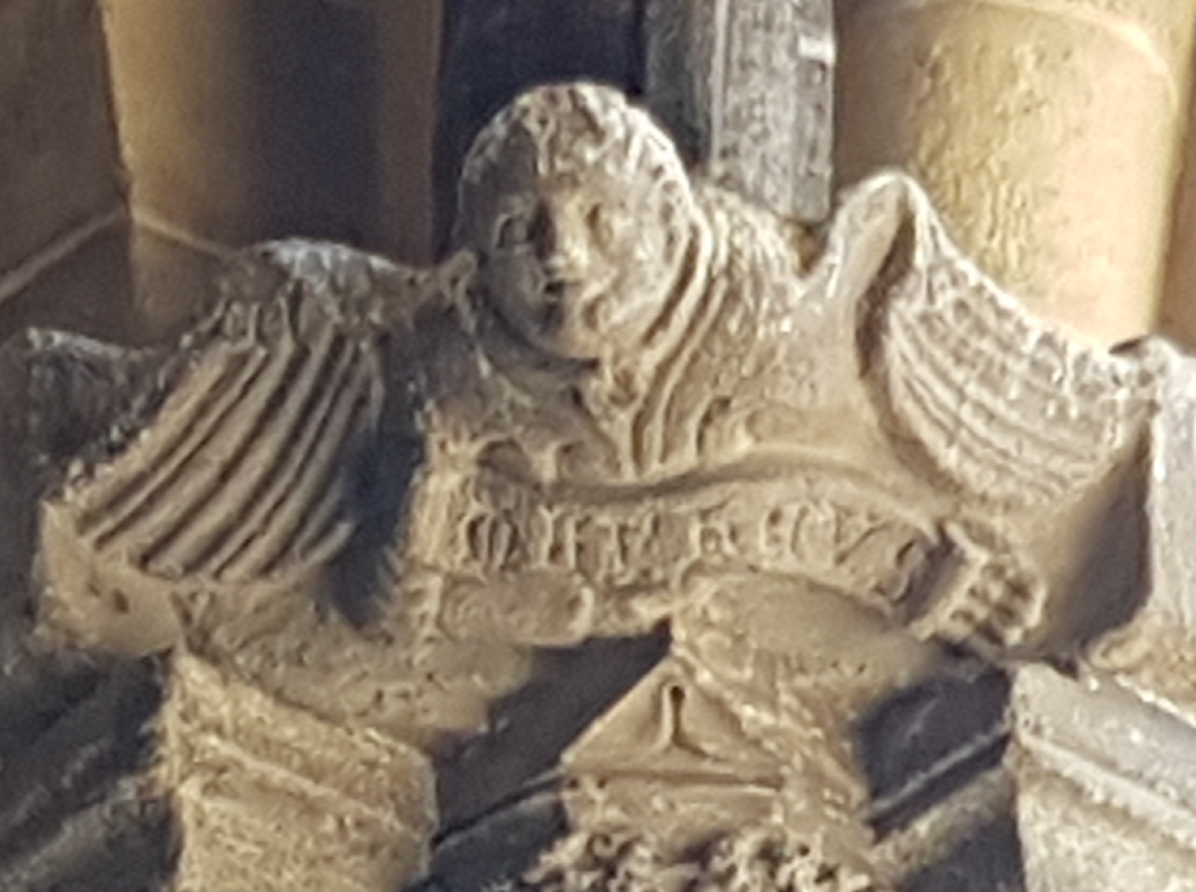
L'être humain (Matthieu).
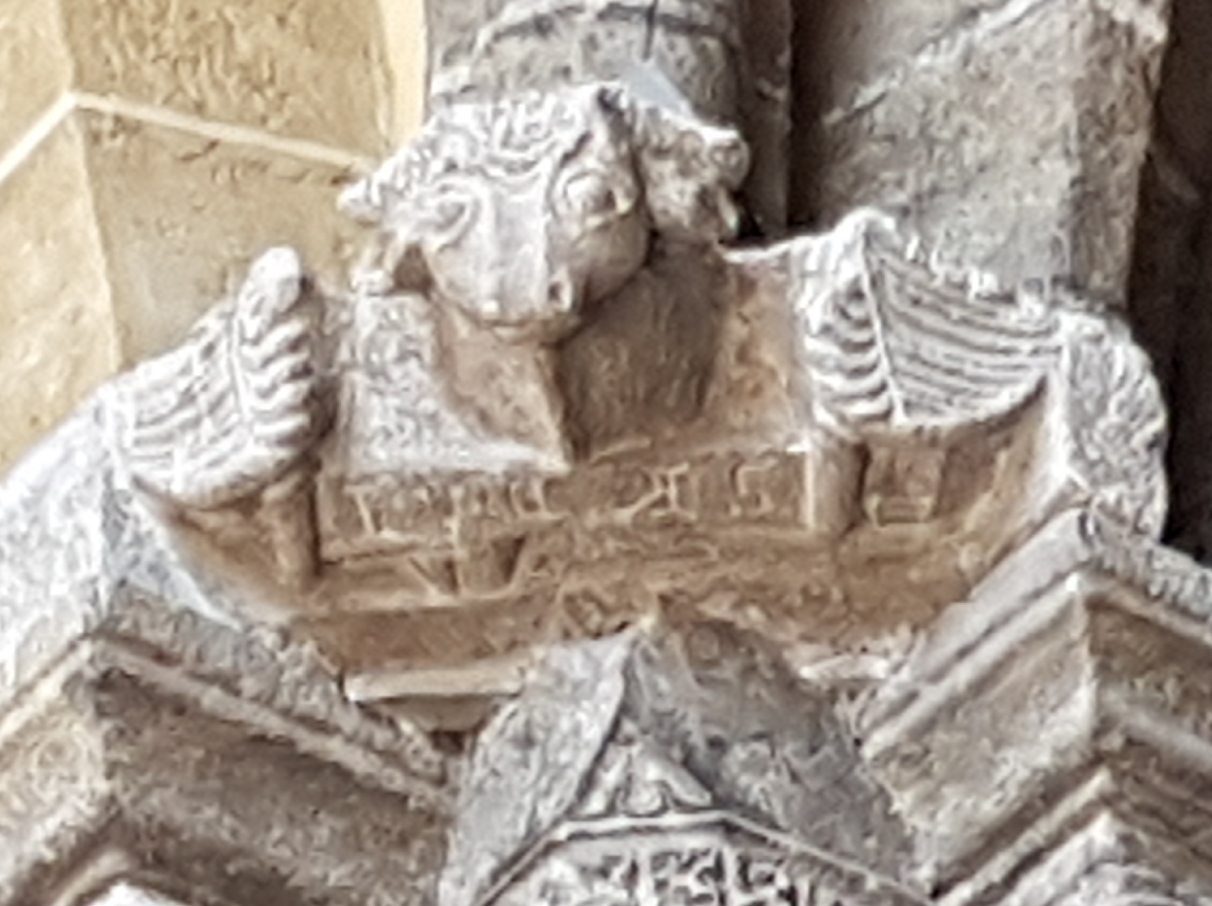
Le bœuf (Luc).
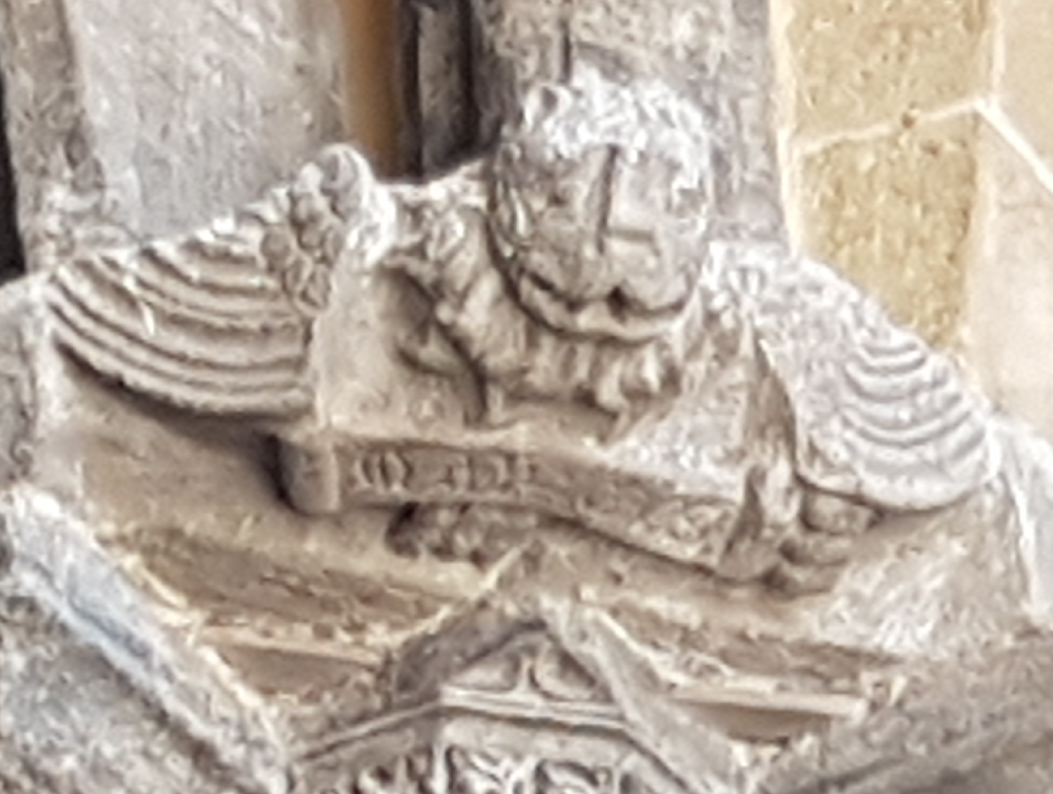
Le lion (Marc).
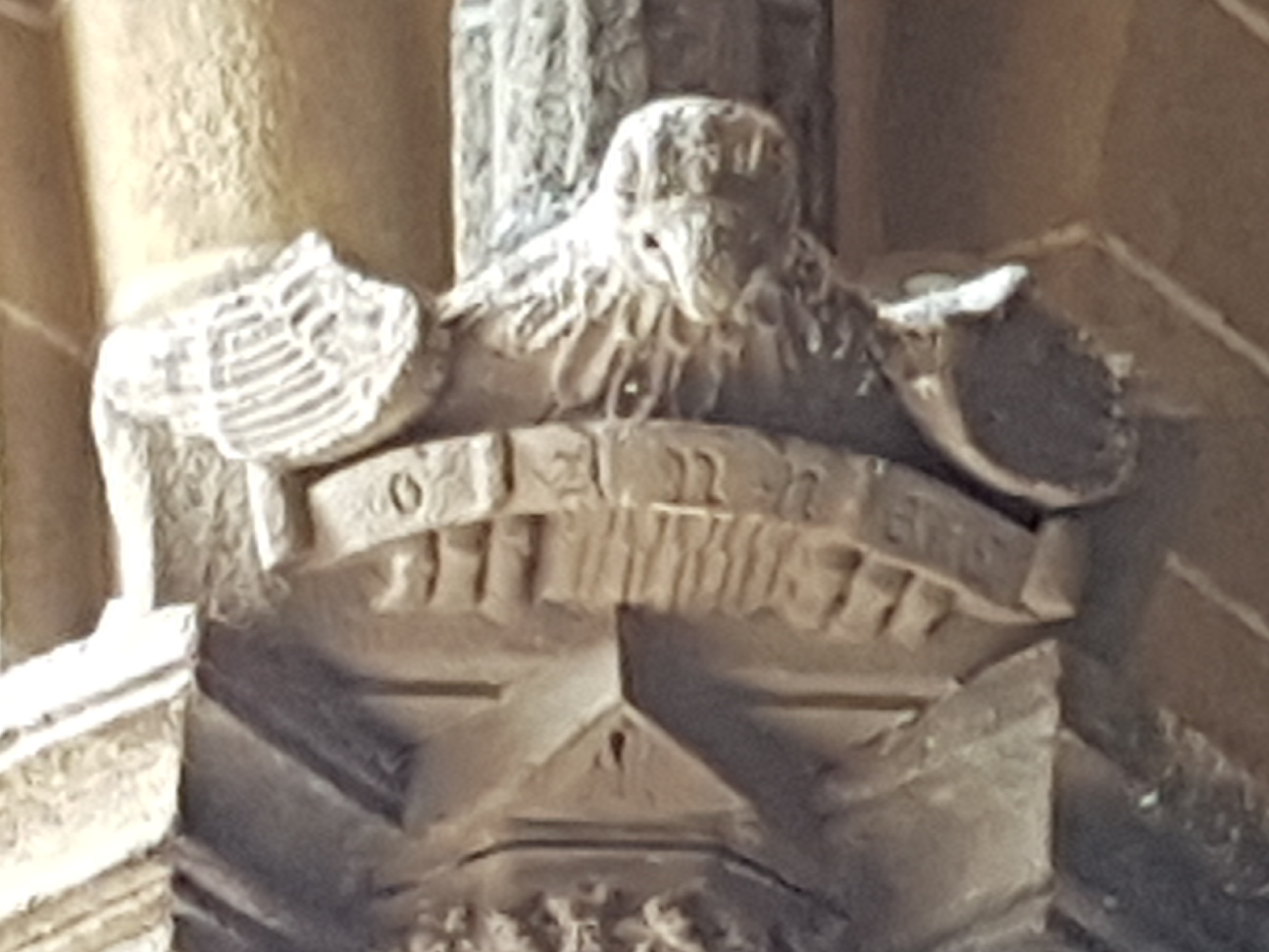
L'aigle (Jean).

Dans la travée suivante du porche, de part et d'autre de l'escalier, deux portes en cèdre donnent accès à des chapelles dédiées à saint Gilles à gauche et à saint Martin à droite. Ces deux portes datent du dernier quart du 12e siècle. Celle de gauche contient des scènes de la vie du Christ et ses panneaux de bois sont ornés sur leur pourtour d'ornementations imitant les caractères arabes.
L'escalier aboutit à la porte Dorée. Derrière celle-ci, dix-sept marches conduisent au centre de la nef. On aboutit entre les deux piliers devant lesquels ont été placées les statues de Saint Louis et de Jeanne d'Arc, exactement en face du maître-autel. Ce qui a permis à un religieux de dire que « l'on entre dans l'église par le nombril et que l'on en sort par les deux oreilles. »
En 2010, une statue de saint Jacques de Compostelle, en bois de hêtre, mesurant 1,70 mètre, créée par Dominique Kaeppelin, est installée au sommet des grands escaliers de la cathédrale, pour marquer le départ du Camino de la via Podiensis, du pèlerinage de Saint-Jacques-de-Compostelle.

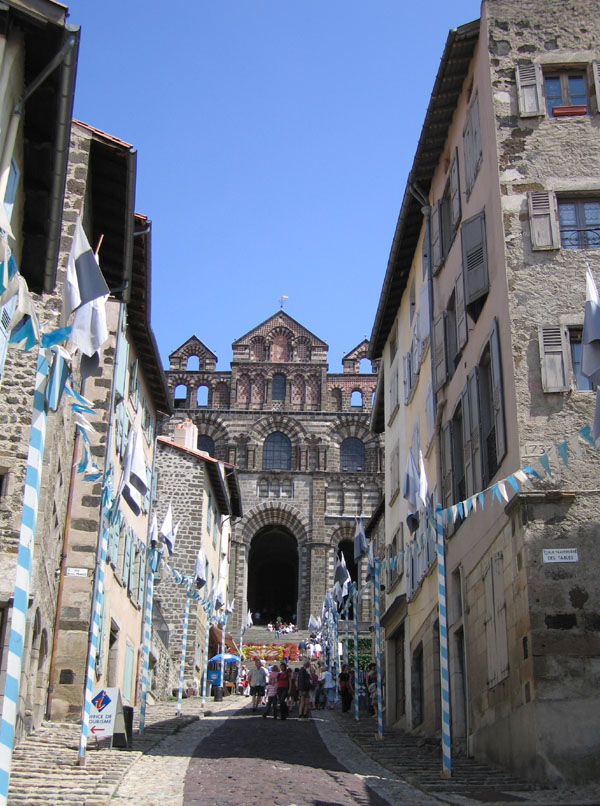
Façade vue de la rue des Tables.
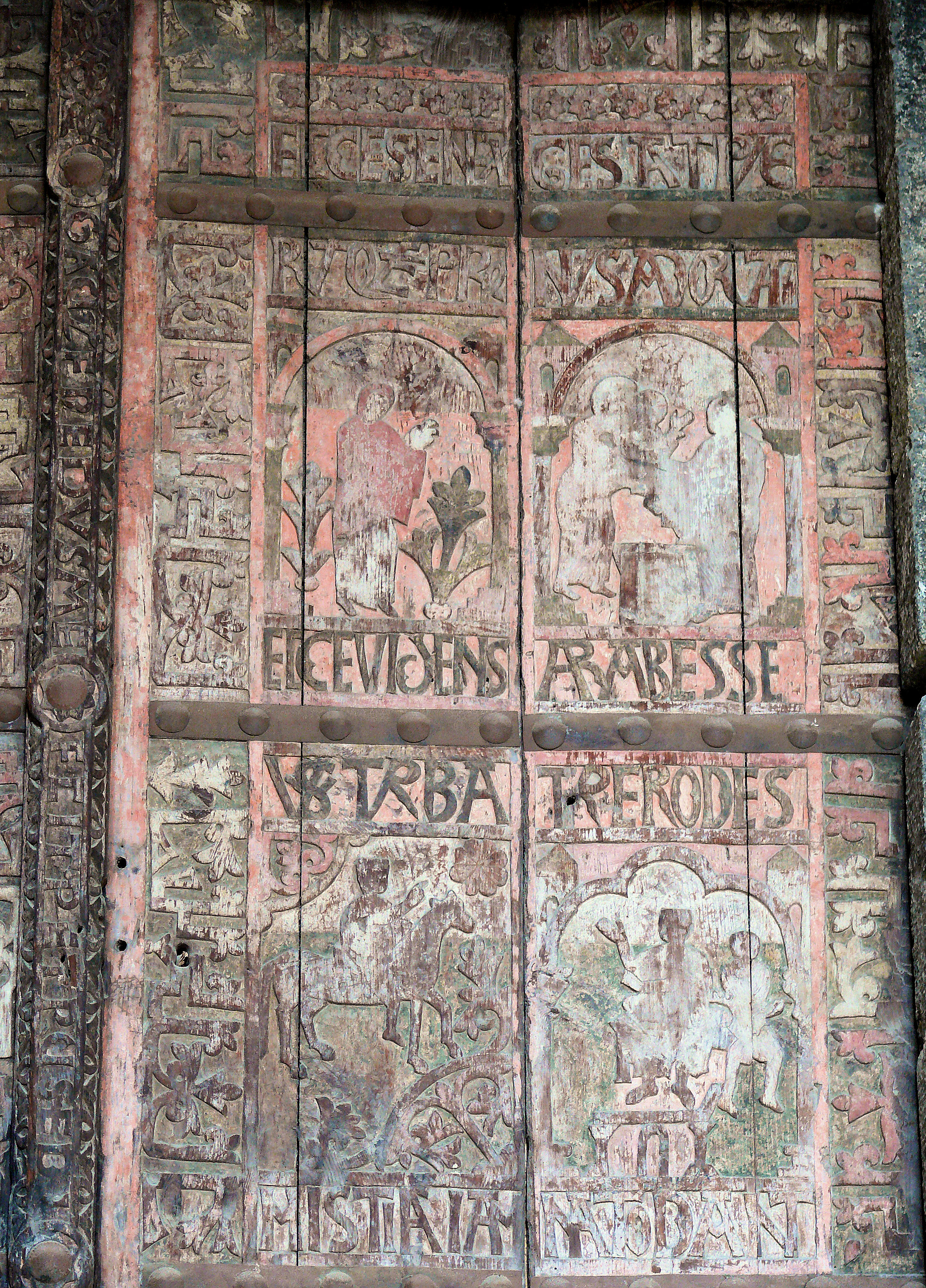
Détail de la porte dite « de cèdre ».
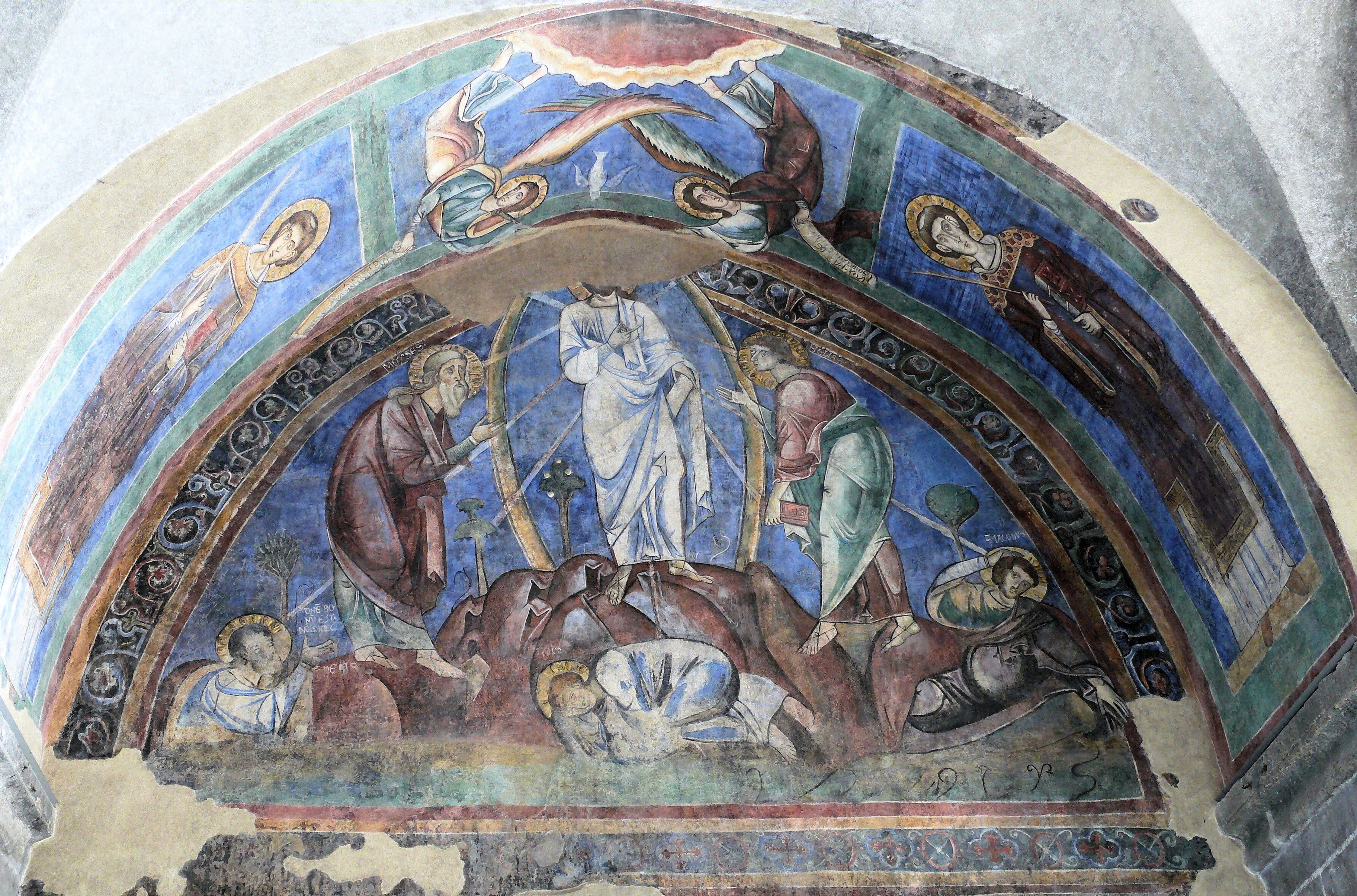
Porche occidental, fresques byzantines.

### Le porche du For

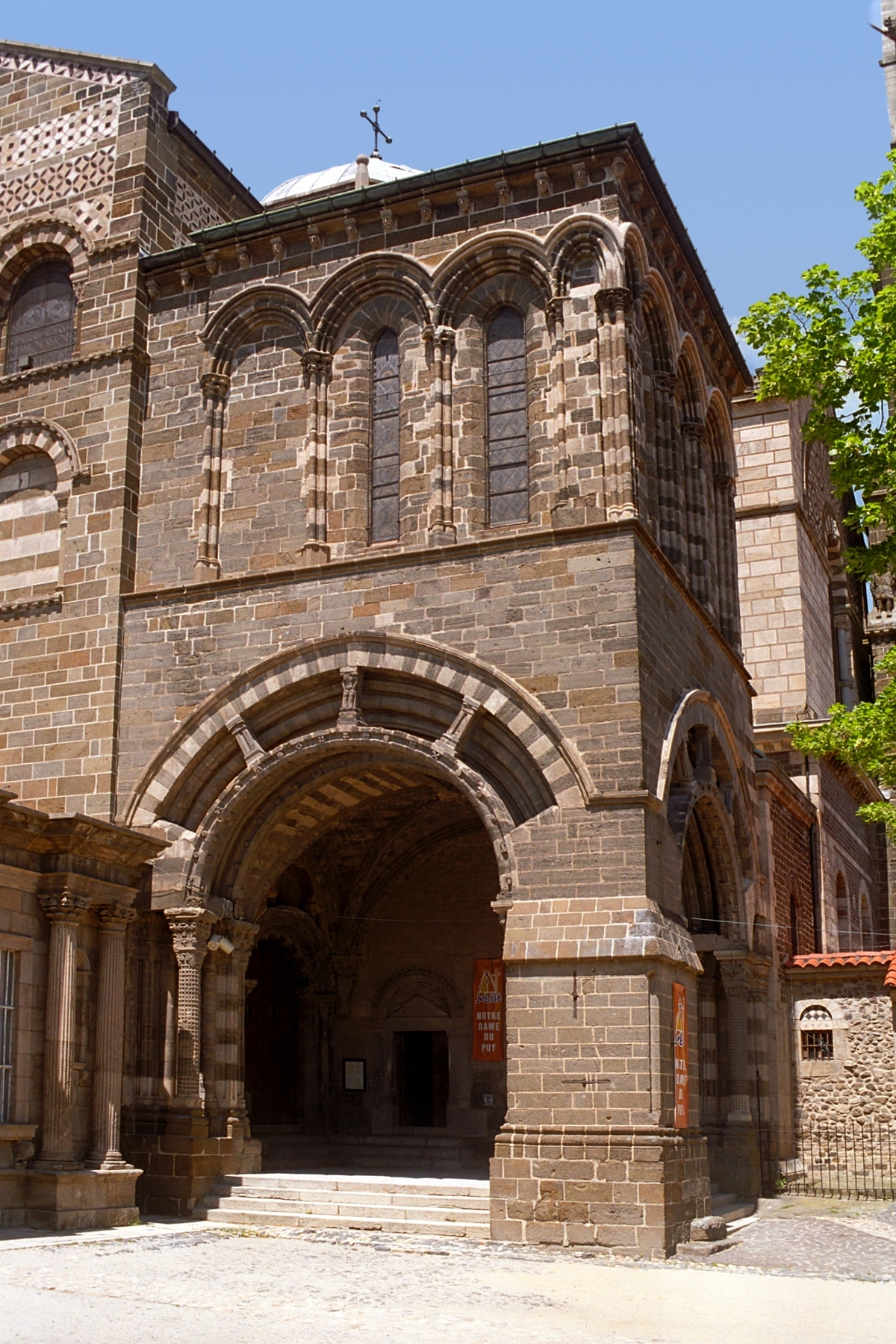
Le porche du For.

Le porche du For est un magnifique morceau d'architecture, datant de l'extrême fin du XIIe siècle. Il donne sur la place du même nom (du latin forum), en terrasse au-dessus des toits de la vieille ville.
Bien qu'appartenant par tous ses éléments au style roman, il est recouvert d'une voûte montée sur croisées d'ogives. Les grands arcs en plein cintre du rez-de-chaussée sont détachés et réunis à l'archivolte par trois quilles de pierre, dont l'une représente un personnage. Le premier étage, qui contient une chapelle du XVIe siècle, est éclairé, sur chacune de ses faces, par des baies gothiques et est couvert d'un berceau.
Deux portes ouvrent sur ce porche. La plus petite, dénommée « porte papale », est réservée au souverain pontife et a reçu, en 1847, un linteau retrouvé lors de fouilles, portant l'inscription : Scrutari papa Vive Deo, donnant ainsi le nom de l'architecte. L'autre est romane et ses vantaux sont ornés de deux têtes de lions en bronze.

### La nef

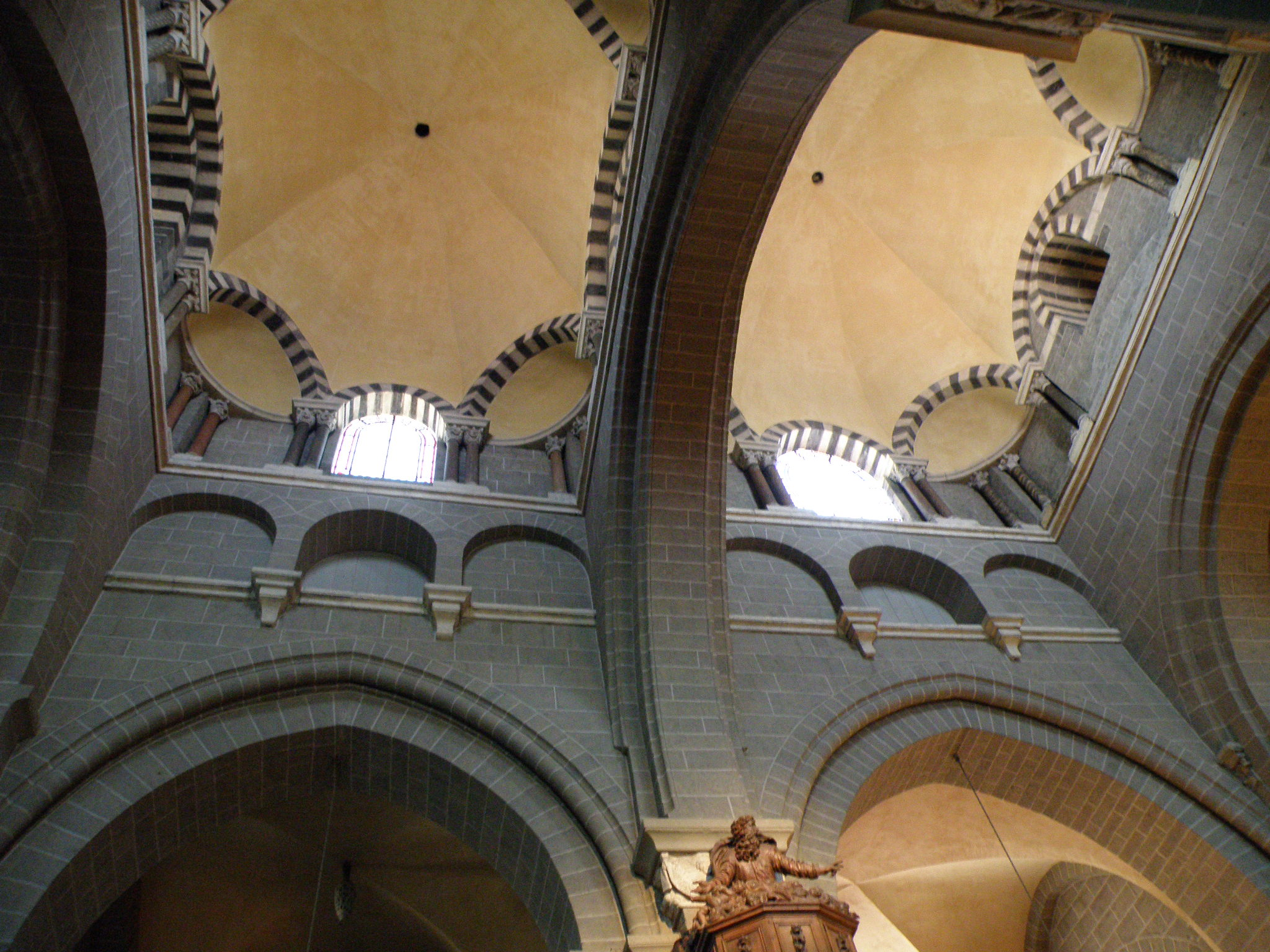
Coupoles couvrant la nef.

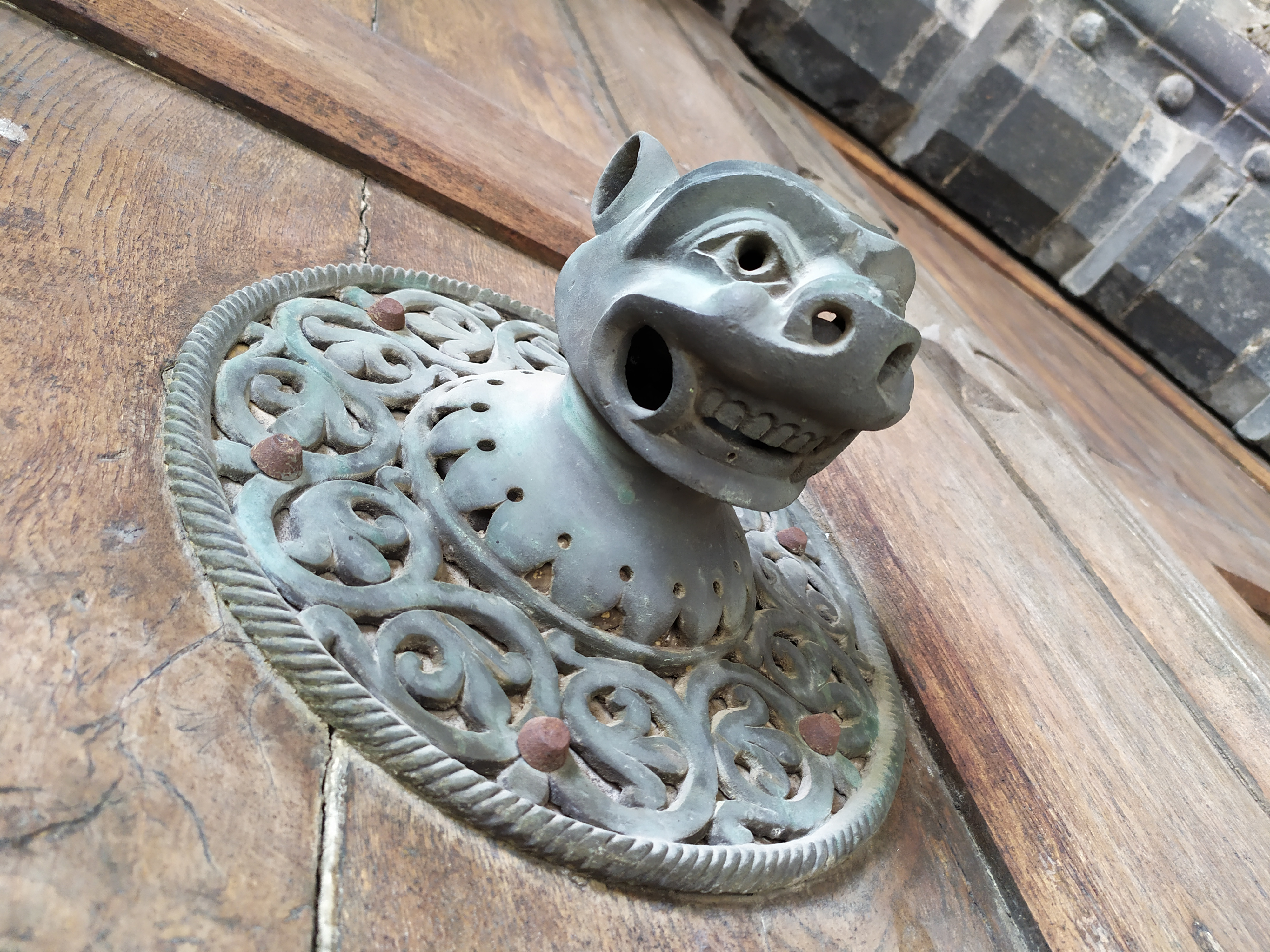
Une des deux remarquables Têtes de Lion en bronze sur une porte située sous le porche du For.

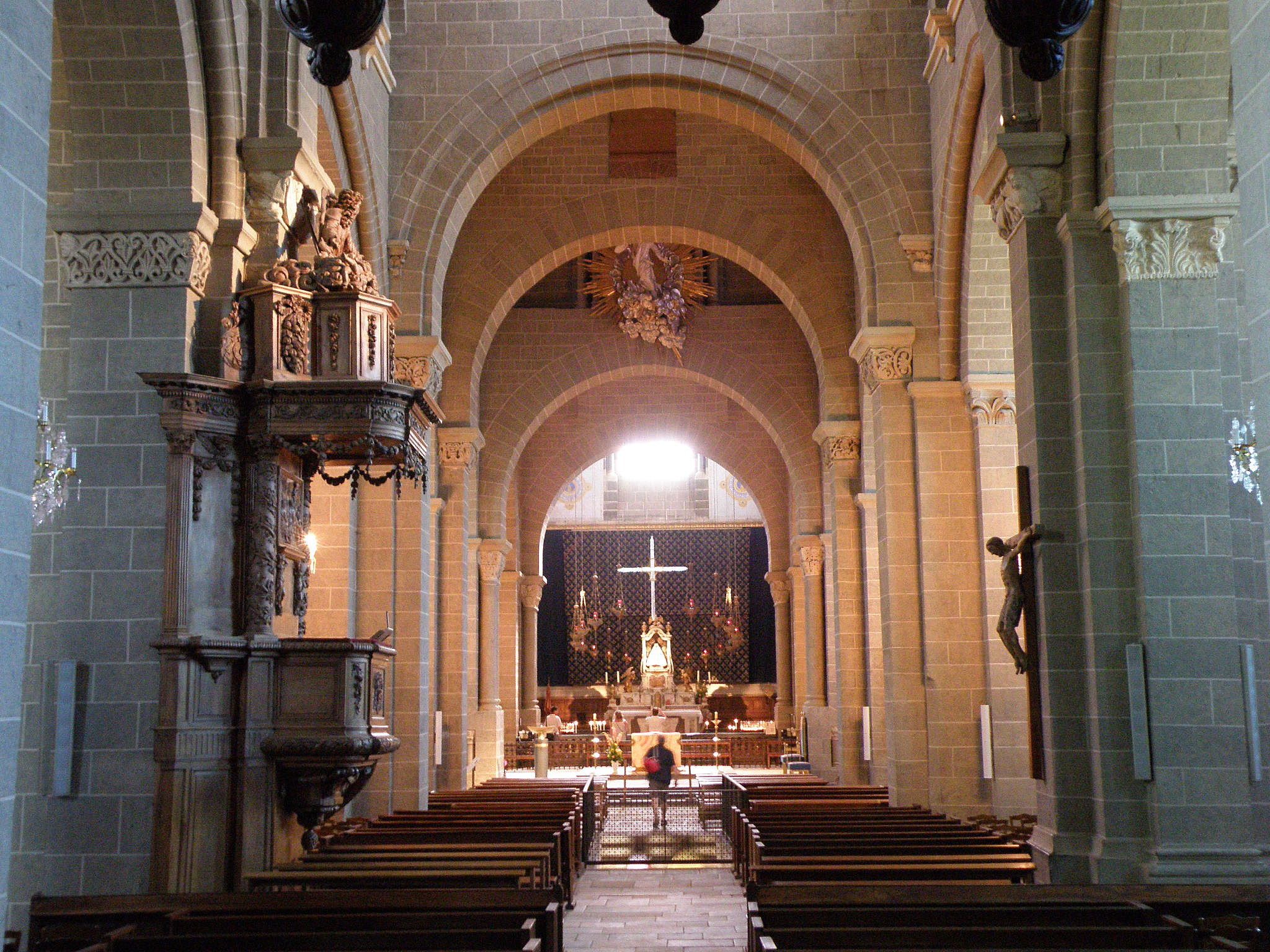
Vue de la nef vers l'est, au fond : chœur avec la Vierge noire, à gauche : chaire.

En plan, cette église offre la forme de la croix latine et comprend une nef à six travées, à laquelle sont accolées deux bas-côtés de même hauteur, un transept saillant, dont chaque bras se termine par deux absidioles jumelles, au-dessus desquelles se trouve une tribune ; l'édifice s'achève par une abside rectangulaire flanquée de deux absidioles à chevet plat.
Les six travées de la nef sont voûtées de coupoles barlongues supportées par des trompes en cul-de-four ; le carré du transept est couvert d'une tour octogonale ajourée par deux étages de fenêtres et terminée par une coupole. Cette tour repose sur quatre grosses piles flanquées de colonnes engagées qui prennent appui sur un énorme socle rectangulaire de 2 m de hauteur. Le passage du plan carré se fait au moyen de trompes en cul-de-four. Cette tour-lanterne est également appelée « le clocher angélique ».
Les bas-côtés sont couverts de voûtes d'arêtes, sauf en ce qui concerne les deux travées ouest qui ont reçu des voûtes sur croisées d'ogives. Les seules travées intactes (3e et 4e) ainsi que le clocher remontent au milieu du XIIe siècle. Quant aux autres travées et à la façade, elles datent de la fin du XIIe siècle.
On voit dans ce sanctuaire un grand tableau (bas-côté sud) peint par Giraud, célébrant le jubilé de 1864.
On voit également un Chemin de croix en émail et, au revers de la façade, un beau relief en bois doré du XVIIIe siècle, représentant saint André crucifié.
La chaire, remarquable, est de la fin du XVIIIe siècle. Le maître-autel, édifié aux frais du Chapitre de Notre-Dame, est l'œuvre de Jean-Claude Portal. Il est orné d'un bas-relief montrant la scène de l'Annonciation et surmonté d'un pélican. Des bronzes du célèbre Caffieri le décorent. C'est sur le maître-autel qu'est placée la célèbre Vierge, couronnée le 8 juin 1856, qui a remplacé l'antique statue brûlée place du Martouret.
L'abside est décorée de peintures modernes, mais il subsiste, dans le croisillon nord, des fresques paraissant dater du XIe siècle. Ce sont celles qui représentent les Saintes Femmes au tombeau (au-dessus de l'autel du Sacré-Cœur) et un Saint-Michel géant (dans la tribune). Enfin, deux beaux tableaux exécutés au XVIIe siècle servent d'ex-voto en souvenir des pestes de 1630 et 1653.
Dans la troisième travée du bas-côté nord s'ouvre la chapelle des reliques, qui occupe l'étage supérieur du bâtiment dit des « mâchicoulis ». Ce vaste vaisseau, couvert d'un berceau brisé monté sur doubleaux, était autrefois divisé par un plancher et possédait deux étages. Au rez-de-chaussée se trouvait la bibliothèque du Chapitre, au-dessus la salle des États du Velay. On y admire une magnifique fresque représentant les Arts libéraux, datant de la fin du XVe siècle, et dont on ignore l'auteur. Découverte par Prosper Mérimée en 1850, elle est malheureusement incomplète et ne montre que quatre des sept arts : la Grammaire avec Priscien de Césarée, la Logique avec Aristote, la Rhétorique avec Cicéron et la Musique avec Tubal-Caïn.
Les coupoles des deux premières travées occidentales de la nef, non appareillées, reposent directement sur les trompes d'angle et sur les portions de mur surmontant les fenêtres — particularités qui les distinguent des deux coupoles suivantes.

### Le clocher

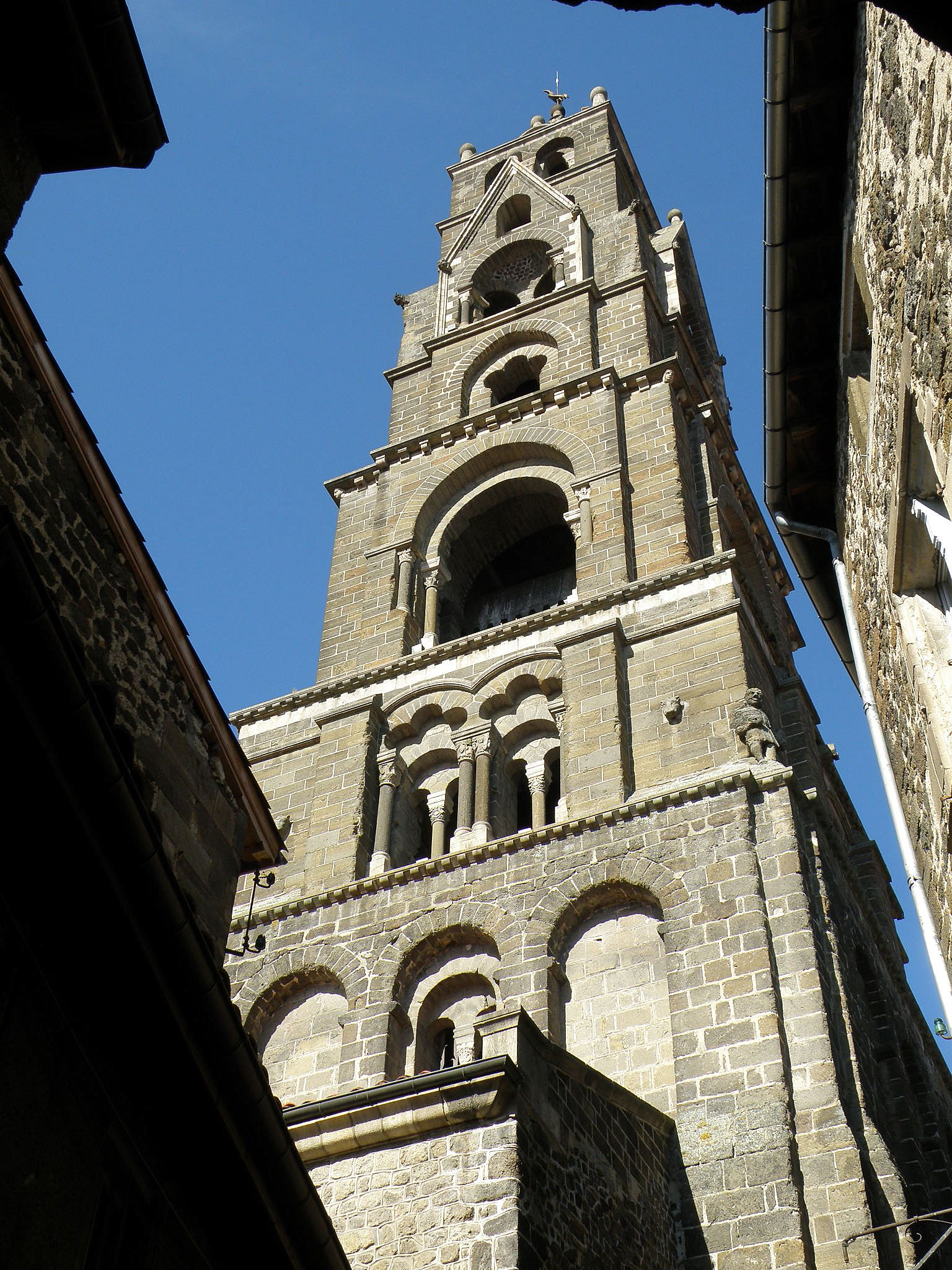
Le clocher.

Haut de 56 m, c'est une construction indépendante de l'église. De plan carré, il comprend sept étages de même dessin, mais chacun d'eux est marqué par un léger retrait, en sorte que l'édifice fait penser à des cubes superposés. Les étages supérieurs sont soutenus par des arcs bandés portant des berceaux. Ces arcs prennent appui sur des piles isolées, de telle sorte qu'à partir du quatrième étage, le poids de la maçonnerie retombe directement sur les piles.
Le clocher est de plus en plus ajouré à mesure que l'on s'élève du sol au sommet. Le rez-de-chaussée contient trois tombeaux, ceux de deux chanoines et celui d'un évêque. « C'est à sa forme pyramidale et à son coq, symbole de la vigilance républicaine » qu'il doit, paraît-il[précision nécessaire], de ne pas avoir été démoli sous la Révolution. Il abrite quatre cloches dont un bourdon.

### Le cloître

#### Une architecture originale
De forme rectangulaire, ses galeries sont voûtées d'arêtes. Datant du XIIe siècle, il est de style roman, mais a été restauré entre 1850 et 1857 par l'architecte Aymon Mallay, en lien régulier avec Eugène Viollet-le-Duc.
Ici, le tuf volcanique se marie au grès blanc (arkose de Blavozy). Le tuf du gros œuvre, aux teintes sombres mais variées, fait ressortir l'incrustation de terre cuite ou de roches volcaniques de diverses tonalités. C'est cette richesse incomparable qui a fait écrire à Émile Mâle que la magnificence de cette ornementation pourrait rivaliser avec celle de Cordoue.
On a tendance à évoquer l'architecture arabe en Espagne lorsqu'on voit cette mosaïque polychrome de losanges rouges, ocre, blancs ou noirs qui décore ses arcs. Mais ces décors de losanges et d'arcs en pierres de couleurs alternées proviennent plutôt de l'architecture carolingienne qui précède l'architecture romane, comme le démontrent la chapelle palatine d'Aix-la-Chapelle et le portail de l'abbaye de Lorsch, qui sont parmi les derniers exemples d'architecture carolingienne parvenus jusqu'à nos jours. Ces motifs, d'origine romaine antique tardive, étaient très répandus dans l'architecture paléochrétienne (opus reticulatum et opus sectile) du haut Moyen Âge et dans l'architecture byzantine, qui sont par ailleurs également la source d'inspiration principale de l'art arabe plus tardif, d'où certaines ressemblances rétrospectives partielles et souvent trompeuses avec ce dernier, ce qui rend parfois difficile de démêler le sens des influences.
Les galeries prennent jour sur le préau au moyen de grandes arcades en plein cintre reposant sur des piliers carrés, dont les quatre côtés sont garnis de colonnes monolithes dégagées. Celles placées sur les faces latérales des piliers supportent un deuxième arc s'insérant sous les arcades, tandis que celles de l'intérieur servent d'appui aux voûtes des galeries. On compte cinq arcades au nord et au sud, et dix sur les deux autres côtés.

#### Les chapiteaux et la corniche
À remarquer la variété des sujets traités sur les chapiteaux du XIIe siècle : représentation des quatre évangélistes, course des centaures, un abbé et une abbesse se disputant la crosse...
Il aussi remarquer la richesse extraordinaire de la corniche qui court au-dessus des écoinçons mosaïqués, où la verve du Moyen Âge s'est donné libre cours. Cependant une grande partie de la corniche a été remaniée au XIXe siècle. On y retrouve quelques-uns des sept péchés capitaux : la gourmandise (une chèvre se gavant de raisins), la colère (un chien mordant la queue d'un démon), la paresse (un moine qui caresse nonchalamment le cou d'un cochon)…

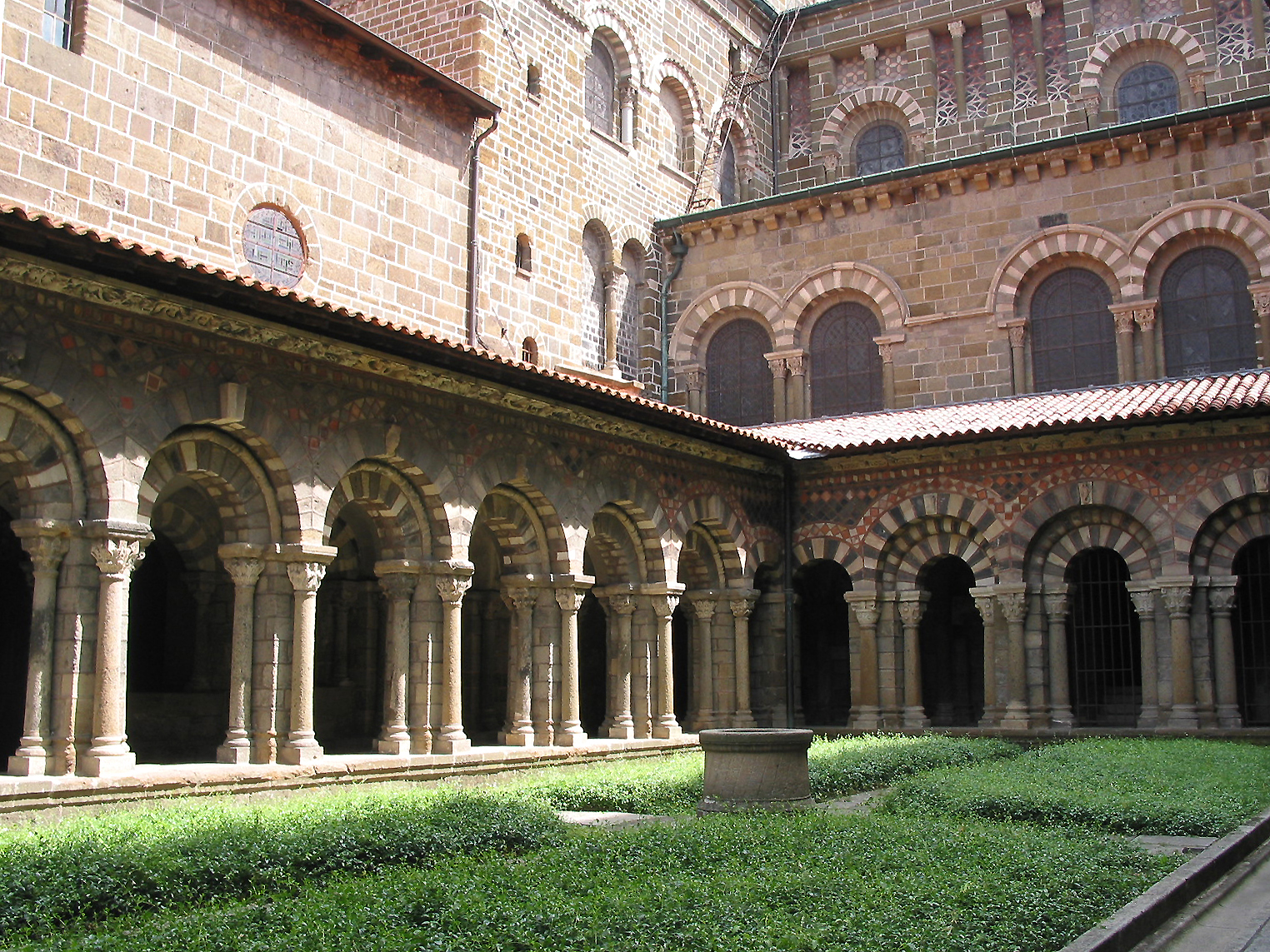
Le cloître, angle sud-est.
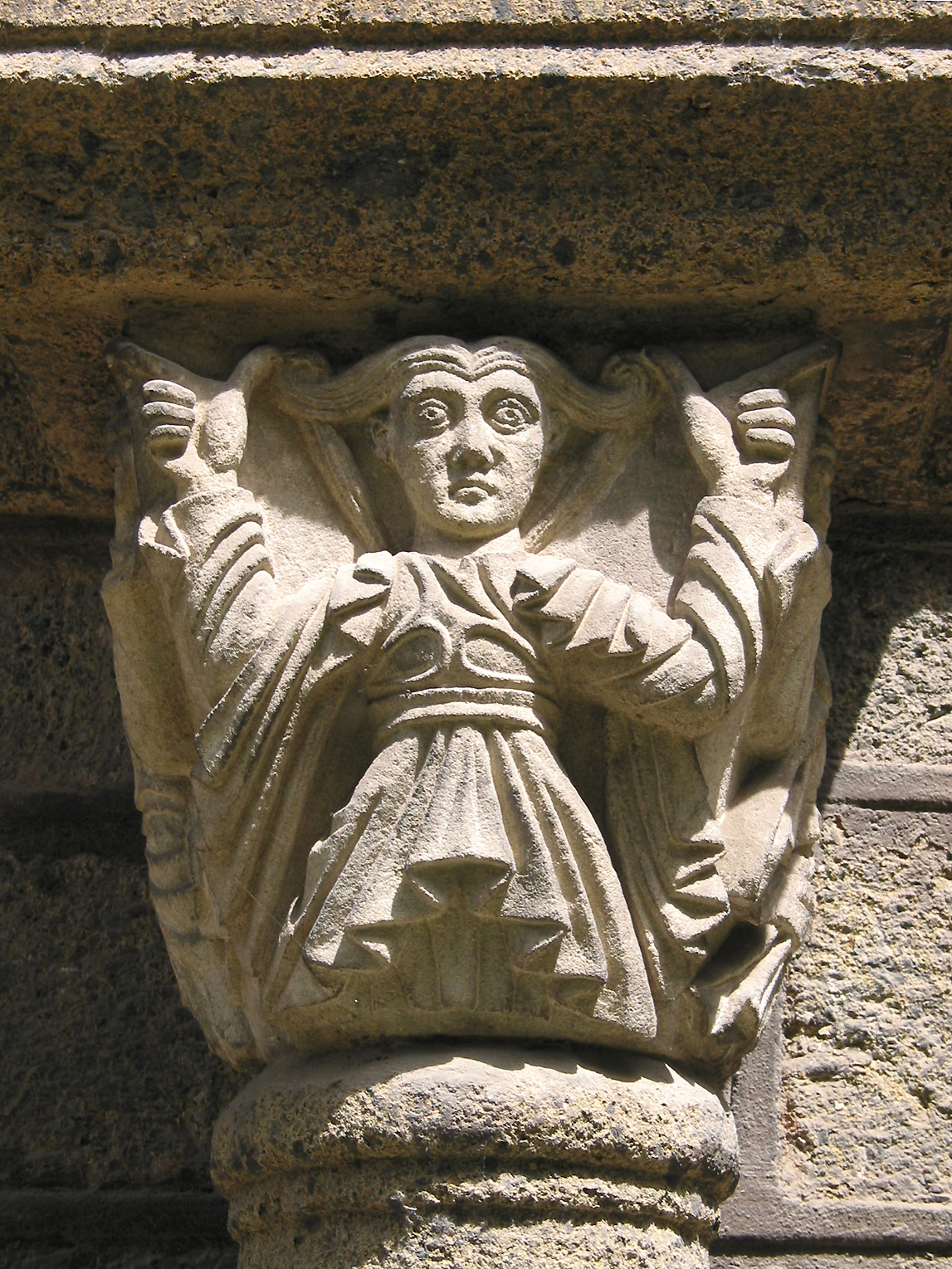
Le chapiteau.
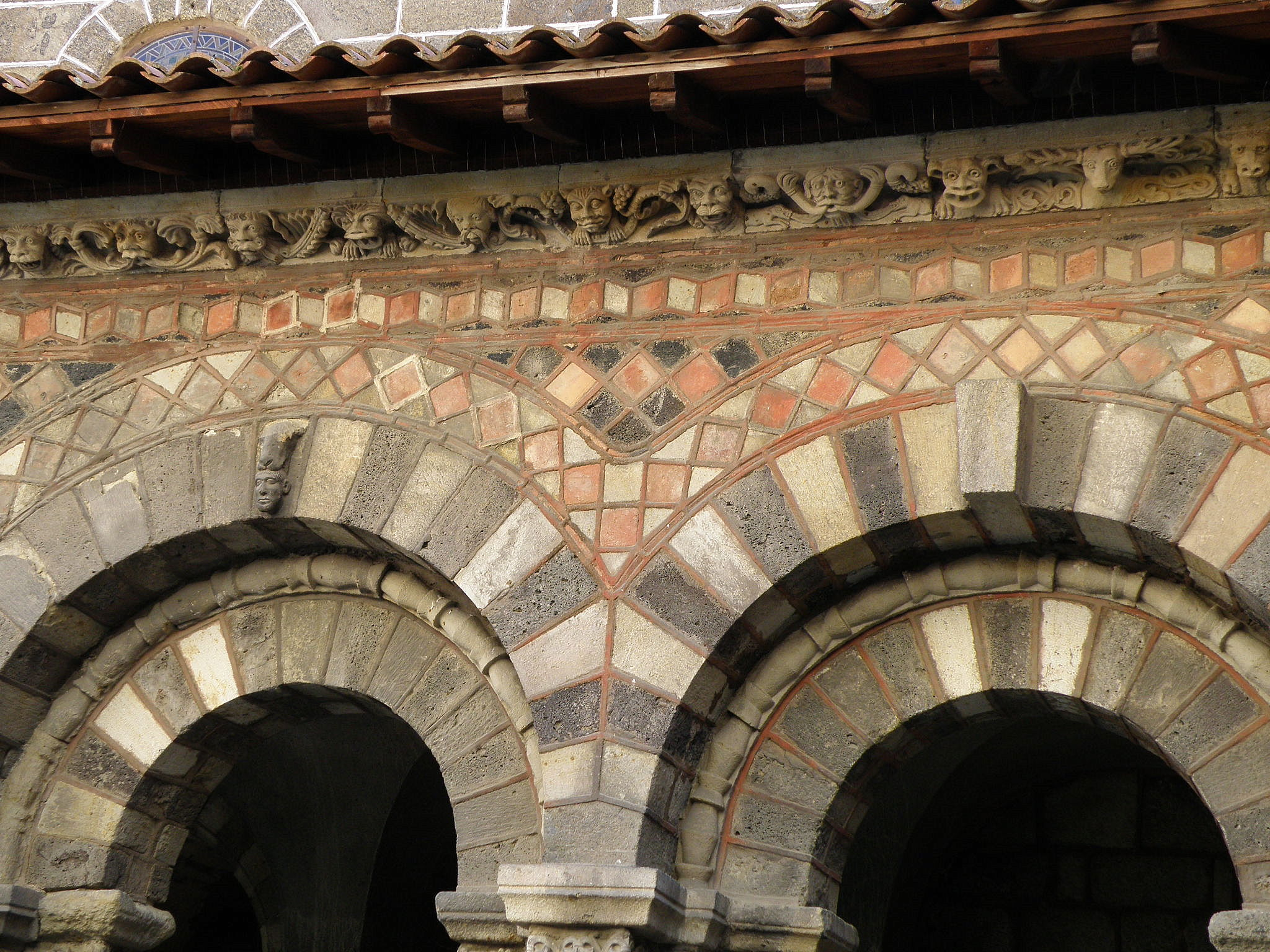
La frise historiée au-dessus des arcades.

#### La grille du XIIe siècle
Une admirable grille romane en fer forgé ferme le passage conduisant à la cathédrale. Magnifique ouvrage de ferronnerie, et surtout remarquable par son ancienneté, elle fut réalisée par des compagnons au début du XIIe siècle. Elle se compose de différents panneaux comportant à chaque fois le même motif à base de spirales. L'ensemble, très régulier, est allégé à travers la technique du poinçonnage à chaud des motifs de la grille.

#### La salle capitulaire et le bâtiment des mâchicoulis
L'ancienne salle capitulaire est ornée d'une fresque de la Crucifixion du XIIIe siècle, d'inspiration byzantine.
Le côté ouest de ce cloître est dominé par un grand bâtiment du XIIIe siècle, qui faisait partie, autrefois, du système défensif de la cathédrale et du palais épiscopal. Ce bâtiment dit « des mâchicoulis » contient au rez-de-chaussée, la chapelle des reliques et au premier étage, un musée d'art religieux. Il est pourvu de mâchicoulis protégés par un mur en saillie et reposant alternativement sur des piliers carrés et sur des colonnes.
Ouvert à la visite indépendamment de la cathédrale, le cloître est géré par le centre des monuments nationaux.

### Le trésor
Le trésor de la cathédrale conservé dans l'ancienne salle des États du Velay, il rassemble des œuvres d'orfèvrerie, des tableaux, des sculptures sur bois etc. ainsi qu'une exceptionnelle collection de broderies liturgiques européennes du XVe au XXe siècle (donation Cougard-Fruman, mécénat de la fondation Zygmunt Zaleski).

### L'orgue

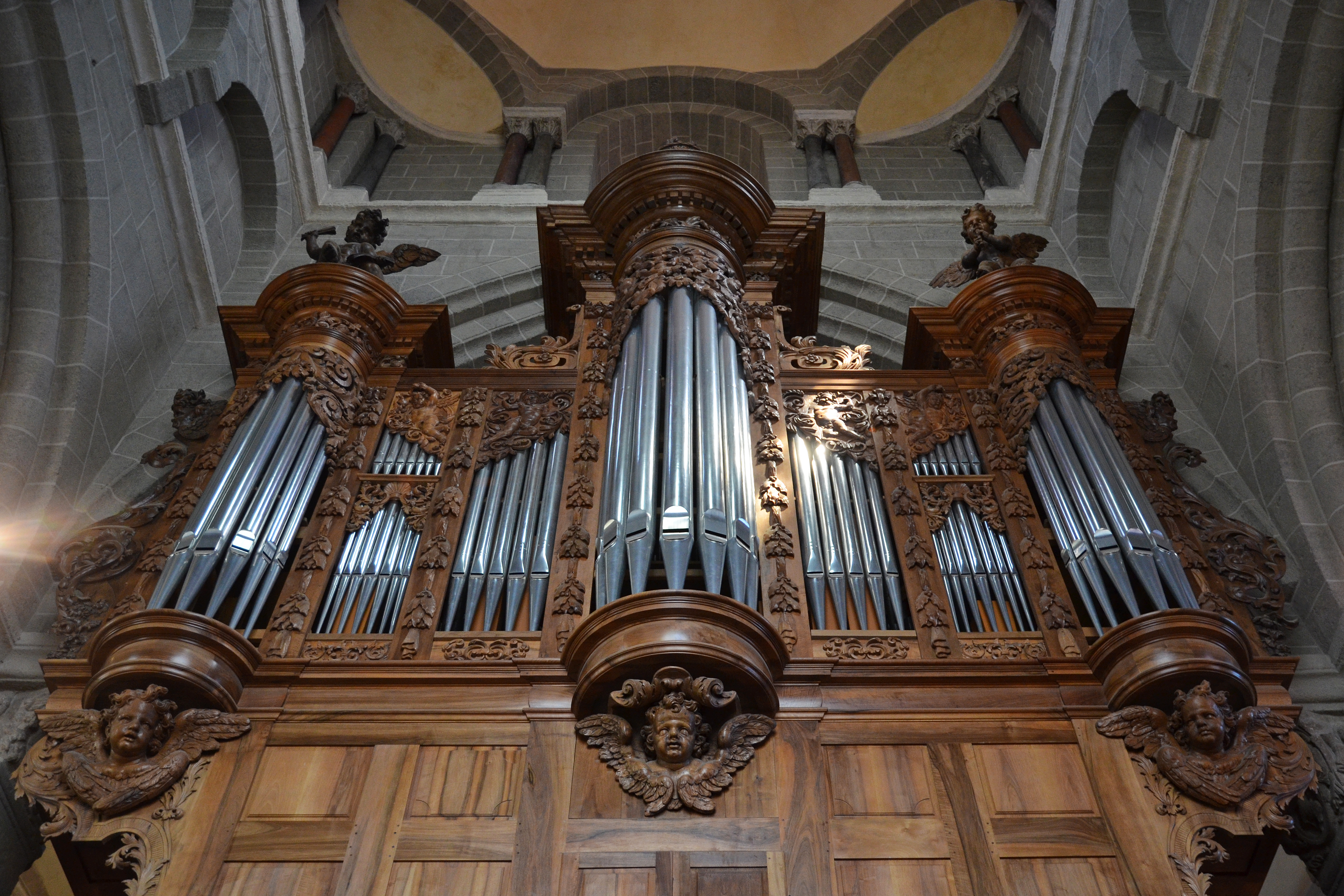
L'orgue de tribune à double façade.

C'est un orgue classique français adapté à l'interprétation des œuvres des XVIIe siècle et XVIIIe siècle, voire du XIXe siècle (45 jeux, traction mécanique, diapason à 415 Hz et tempérament d'Alembert-Rousseau). C'est un rare exemple d'orgue à double façade en France.
En 1689, Armand de Béthune en confie la réalisation au facteur d'orgues Jean Eustache. Le buffet à deux façades est du menuisier Gabriel Alignon et des sculpteurs François Tireman et Pierre Vaneau. En 1827 Joseph Callinet, puis Claude-Ignace Callinet le restaurent.
Le buffet est classé monument historique en 1862. La dernière restauration est réalisée par Jean-Loup Boisseau et Bertrand Cattiaux en 1999. Il aura été déplacé à 5 reprises dans la cathédrale. Antonio Pitarch en a été reçu organiste en 1841.
Composition
| Positif de dos 54 notes |
| Bourdon 8'              |
| Montre 4'               |
| Flûte 4'                |
| Nazard 2'2/3            |
| Doublette 2'            |
| Tierce 1'3/5            |
| Larigot 1'1/3           |
| Cornet III              |
| Plein Jeu V             |
| Cromorne 8'             |
| Voix Humaine 8'         |

| Grand Orgue 54 notes |
| Bourdon 16'          |
| Montre 8'            |
| Flûte 8' (c-f)       |
| Bourdon 8'           |
| Grande Tierce 3'1/5  |
| Prestant 4'          |
| Flûte 4'             |
| Nazard 2'2/3         |
| Doublette 2'         |
| Quarte 2'            |
| Tierce 1'3/5         |
| Fourniture IV        |
| Cymbale IV           |
| Cornet V             |
| 1re Trompette 8'     |
| 2e Trompette 8'      |
| Clairon 4'           |

| Récit 35 notes |
| Cornet V       |
| Trompette 8'   |
| Hautbois 8'    |

| Echo 42 notes   |
| Bourdon 8'      |
| Prestant 4'     |
| Doublette 2'    |
| Cornet II       |
| Cymbale II      |
| Voix Humaine 8' |

| Pédale 30 notes |
| Soubasse 16'    |
| Flûte 8'        |
| Flûte 4'        |
| Bombarde 16'    |
| Trompette 8'    |
| Clairon 4'      |

### À voir dans la cathédrale

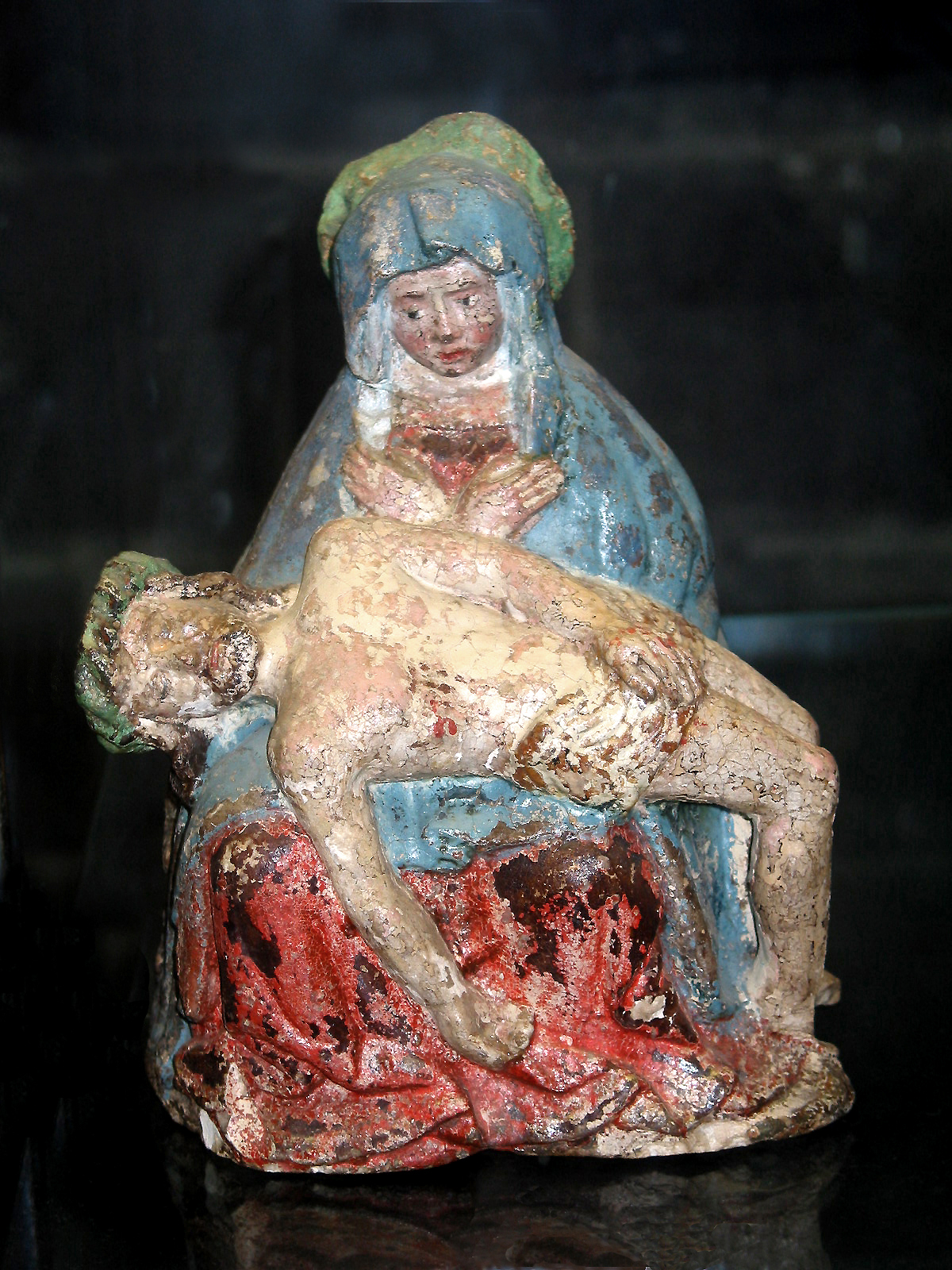
La petite pietà (XVe siècle).

- La chapelle du Saint-Sacrement présente, sur un immense reliquaire du XVIIe siècle, la copie contemporaine de la statue de la Vierge noire à l'Enfant ;
- Statue de Notre-Dame du Puy (Vierge noire) ;
- Statue de saint Jacques ;
- Sous le porche, portes en bois sculpté du XIIe siècle représentant des épisodes de la vie du Christ ;
- Le trésor de la sacristie et celui d'Art religieux au-dessus du cloître ;
- Les fresques d'influence byzantine et italienne sous le porche et dans le transept nord, en particulier celle de saint Michel ;
- Dans la sacristie, il y a un livre d'or réservé aux pèlerins ;
- Plusieurs évêques du Puy y ont leur tombe, dont Henri Brincard, mort en 2014[17].

### À voir à proximité de la cathédrale
- Le baptistère Saint-Jean, à proximité, qui renferme des expositions estivales ;
- L'hôtel-Dieu
- Le cloître, la salle des états et la salle du chapitre
- La statue de Notre-Dame de France

## La Vierge noire

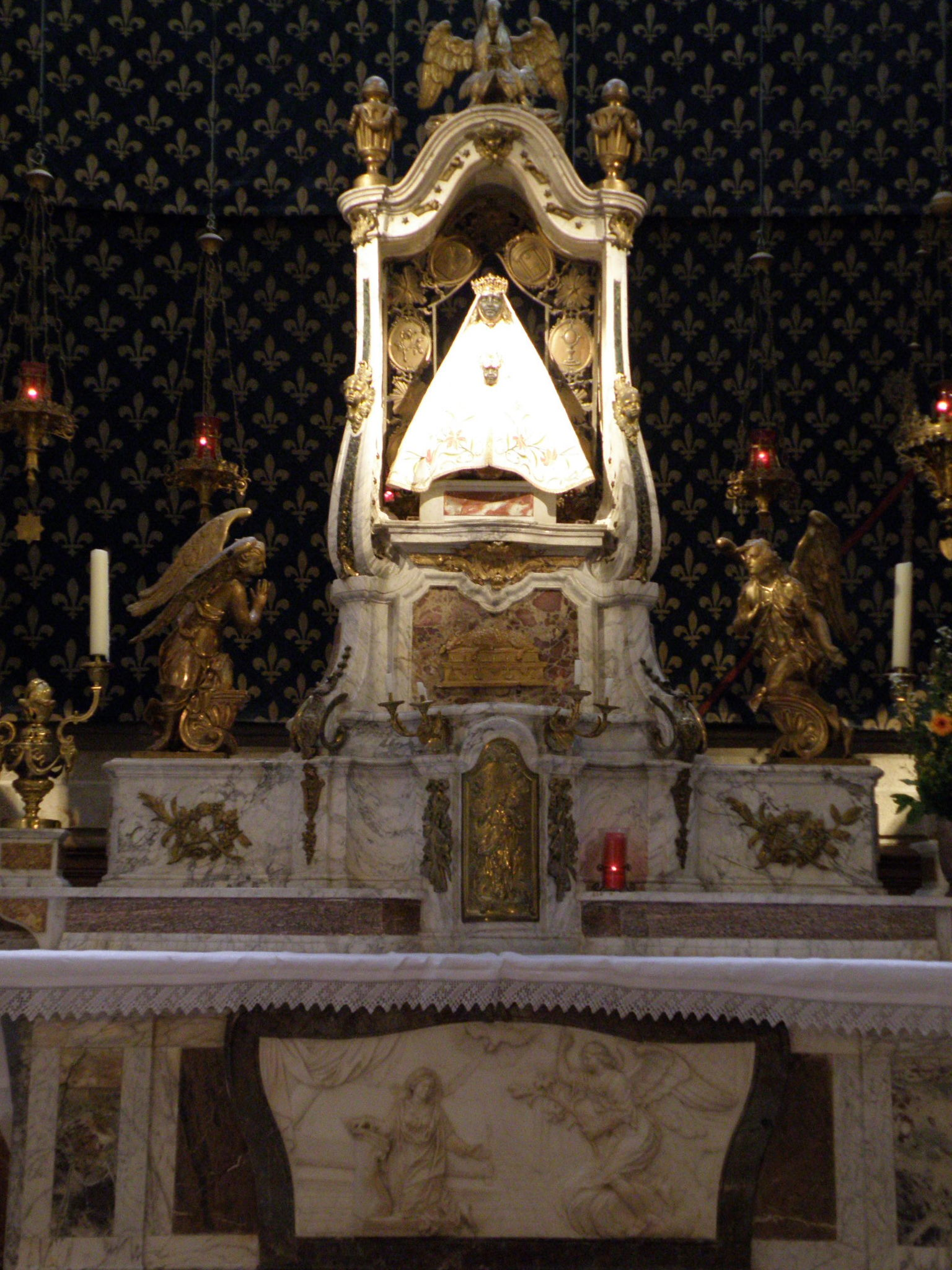
La Vierge noire actuelle, reposant sur le maître-autel.

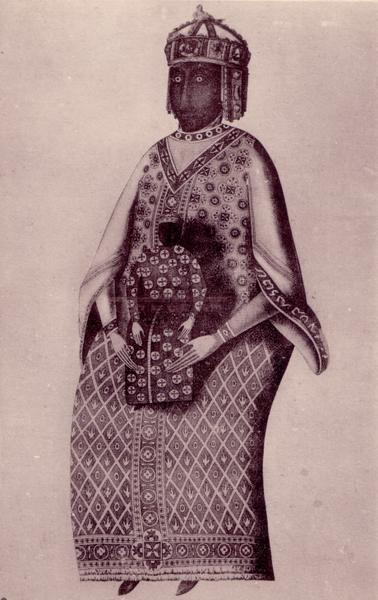
La Vierge noire Notre-Dame du Puy-en-Velay, gravure de Veyrenc, 1778.

La statue de la Vierge noire du XVIIe siècle qui se trouve actuellement sur le maître-autel provient de l'ancienne chapelle Saint-Maurice du Refuge. Elle fut couronnée par l'évêque du Puy au nom du pape Pie IX, le 8 juin 1856, jour anniversaire de la destruction de la précédente effigie, qui fut brûlée par les ultra-révolutionnaires de Louis Guyardin (le représentant de la Convention en mission en Haute-Loire) le 8 juin 1794, jour de Pentecôte, devenu celui de l'Être Suprême.
Au Xe siècle, le concile du Puy avait autorisé pour la première fois les reliquaires en ronde-bosse à l'image humaine, d'où la floraison des statues dites « chefs » et des Vierges en majesté, d'abord dans le centre de la France, puis dans tout le pays. La Vierge noire du Puy a pu contenir des reliques, étant la plus ancienne connue ; il est tout à fait possible qu'elle ait servi de modèle aux autres. Il ne reste aucune trace de l'image de la Vierge vénérée dans la cathédrale avant la fin du Xe siècle, sinon quelques représentations hypothétiques.
Elle aurait été remplacée par celle offerte par le roi Louis IX (saint Louis) au retour de la septième croisade ; il est attesté que saint Louis est venu en pèlerinage au Puy-Sainte-Marie (Podium sanctae Mariae) en 1254. Barthélemy Faujas de Saint-Fond a pu l'étudier à loisir, il en laissa, en 1778, une description et Veyrenc en exécuta alors une gravure. Il s'agissait d'une statue en cèdre de 71 cm de haut représentant la Vierge assise sur un trône, l'Enfant Jésus sur les genoux. Si les visages de la Mère et de L'Enfant étaient d'un noir foncé, les mains, en revanche, étaient peintes en blanc. Sur le visage de Marie se détachaient des yeux en verre et un nez démesuré.
La Vierge était vêtue d'une robe de style oriental dans les tons rouge, bleu-vert et ocre et était couronnée d'une sorte de casque à oreillettes en cuivre doré, orné de camées antiques. La statue était entièrement enveloppée de plusieurs bandes d'une toile assez fine, fortement collées sur le bois et peintes. Selon Faujas de Saint-Fond, il s'agissait d'une statue très ancienne d'Isis, déesse égyptienne de la fécondité, que l'on avait métamorphosée en Vierge. Il est vrai que des statuettes d'Isis tenant Horus sur les genoux lui ressemblent de façon frappante.
Une autre thèse en fait une statue éthiopienne (peut-être une vierge copte ?).[réf. nécessaire] Certains spécialistes d'histoire de l'art évoquent la possibilité d'une statue dont le bois était clair à l'origine puis se serait oxydé naturellement à la suite de l'exposition prolongée à l'encens et à la fumée des cierges…
Le 21 janvier 1794 (2 pluviôse an II), la Vierge noire arrachée de son autel fut dépouillée de ses richesses (pierres précieuses, dorures…) et reléguée aux Archives. On se souvint malheureusement d'elle : le 8 juin 1794, jour de la Pentecôte, les représentants du pouvoir révolutionnaire, dont Louis Guyardin, vinrent la chercher pour la brûler place du Martouret. Quand les toiles enduites de couleur eurent fini de se consumer, une petite porte secrète pratiquée dans le dos de la statue s'ouvrit et une sorte de parchemin roulé en boule en sortit ; malgré les protestations, on ne chercha pas à savoir ce qu'il contenait. Certains pensent que sur ce parchemin était inscrite l'origine exacte de la Vierge.
Chaque 15 août a lieu la procession solennelle de la Vierge noire à travers les rues de la haute ville. Cette tradition remonte au 15 août 1578, mais s'est interrompue en 1882. C'est Norbert-Georges-Pierre Rousseau, évêque de l'époque, qui fit rétablir cette procession solennelle le 15 août 1933 et, depuis cela, il s'agit d'une des fêtes religieuses les plus importantes dans cette région à laquelle de nombreux fidèles du monde assistent jusqu'ici, à l'exception de l'année 1944.

## Intérêt du public
La cathédrale a été élue 2e monument préféré des Français en 2015 dans le cadre d'une émission de télévision. Elle est située à proximité de la chapelle Saint-Michel d'Aiguilhe, elle-même élue 4e monument préféré des Français en 2014. Depuis mai 2017, ces deux monuments et trois autres aux alentours bénéficient d'un spectacle d'illuminations nocturnes baptisé « Puy de Lumières ».

### Au cinéma
- 2005 : Saint-Jacques… La Mecque, de Coline Serreau.